# Сокаль
Сока́ль — місто на заході України, у Шептицькому районі Львівської області. Адміністративний центр Сокальської міської громади.

## Географія
Місто розташоване в північній Галичині, на правому березі Західного Бугу.

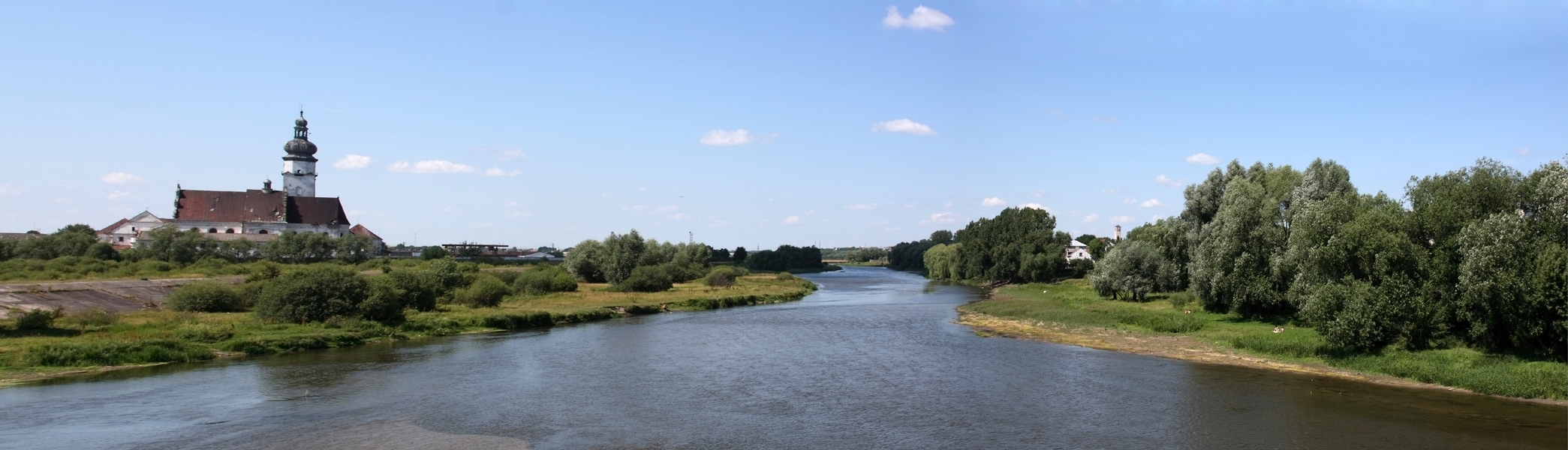
Західний Буг у Сокалі

## Клімат
У місті вологий континентальний клімат, з м'якою зимою та теплим літом. Середньорічна температура становить +7.5 °C.
Найпрохолодніший місяць січень, зі середньою температурою -4,4 °С, найтепліший місць липень, з середньою температурою +18 °C.
Опадів більше випадає в липні, у середньому 84 мм, найменше в січні — 31 мм опадів. За рік випадає близько 608 мм опадів.
| Кліматограма Сокаля                                                                            | Кліматограма Сокаля | Кліматограма Сокаля | Кліматограма Сокаля | Кліматограма Сокаля | Кліматограма Сокаля | Кліматограма Сокаля | Кліматограма Сокаля | Кліматограма Сокаля | Кліматограма Сокаля | Кліматограма Сокаля | Кліматограма Сокаля |
| ---------------------------------------------------------------------------------------------- | ------------------- | ------------------- | ------------------- | ------------------- | ------------------- | ------------------- | ------------------- | ------------------- | ------------------- | ------------------- | ------------------- |
| С                                                                                              | Л                   | Б                   | К                   | Т                   | Ч                   | Л                   | С                   | В                   | Ж                   | Л                   | Г                   |
| 31 −2 −7                                                                                       | 31 0 −6             | 34 5 −2             | 43 13 4             | 66 19 8             | 79 22 12            | 84 23 13            | 65 23 12            | 56 18 9             | 40 13 4             | 39 5 0              | 40 0 −4             |
| Середня макс. і мін. температури повітря (°C) Атмосферні опади (мм), за рік : 608 мм. Джерело: |                     |                     |                     |                     |                     |                     |                     |                     |                     |                     |                     |

## Назва
Перша згадка 1411 року. За переказом, назва походить від слова «сокіл» (нібито колись тут було багато соколів). Проте імовірніше, що назва походить від ще дохристиянського імені половецького князя Сокала, якого згадує автор «Слова о полку Ігоревім». Ще одна версія — від слова «сокаль», яке вживалося у староукраїнській мові в значенні «кухня» («їдальня»), яка могла стояти на місці переправи через річку Західний Буг. А ще у «Повісті минулих літ» за 1061 рік пише:
|  | Прийшли половці вперше на Руську Землю воювати. Всеволод тоді вийшов супроти них місяця лютого у другий день. І сталася битва межи ними, і перемогли половці Всеволода, і, спустошивши землю, відійшли. Се вперше було лихо для Руської землі од поганих безбожних ворогів. Князем же був у них Сокал. |

Якщо врахувати, що наші князі не раз давали можливість поселятися степовикам у своїх володіннях, то цілком можливо, що міг осісти на берегах Бугу й половецький зверхник Сокал і заснувати тут свою оселю.
Назва не виявляє очевидних етимологічних зв'язків у слов'янській ойконімії.

## Історія

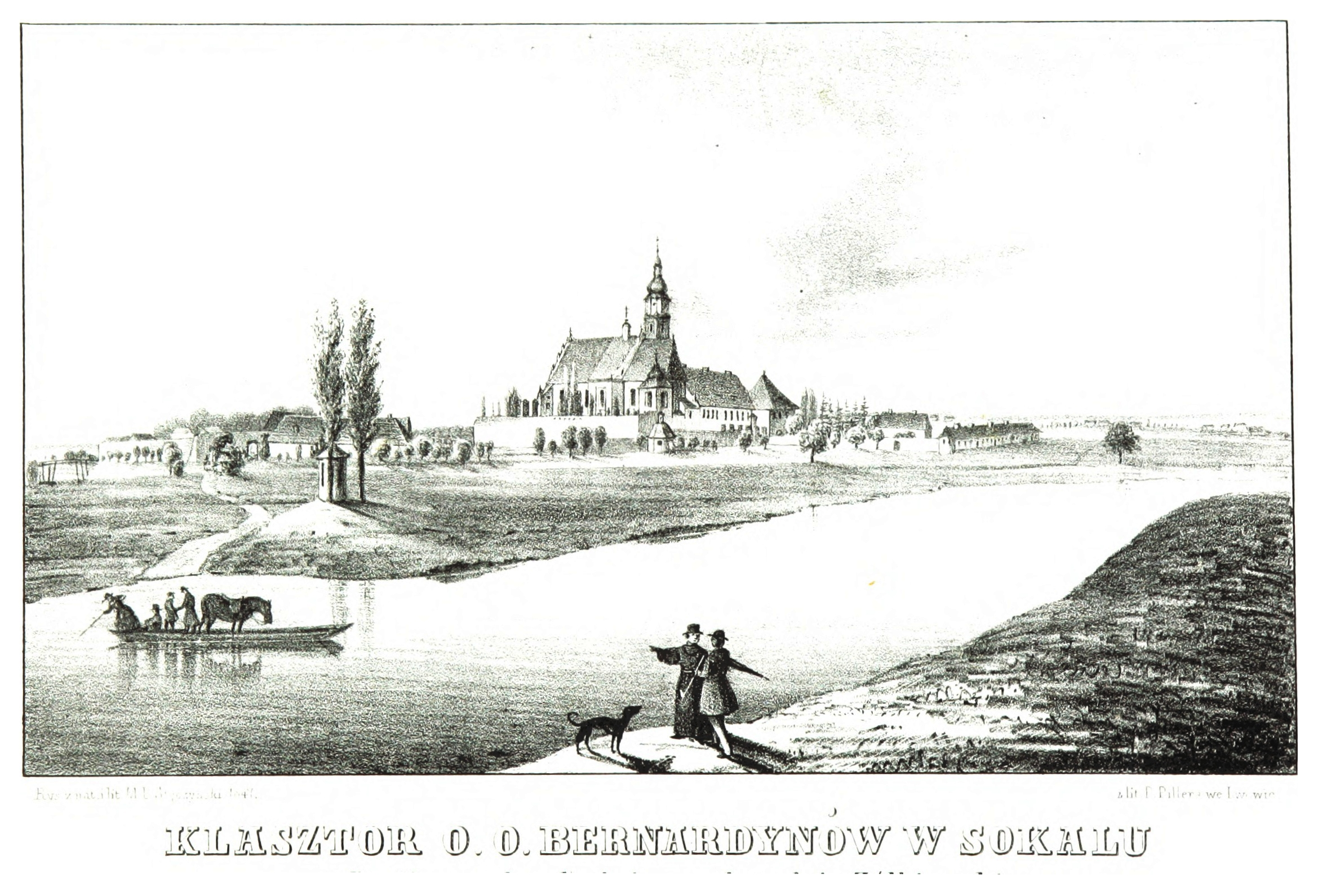
Костел Марії та місто, 1847

На території Сокаля виявлено археологічні знахідки з доби мезоліту, неоліту й бронзи, ранньої і княжої, грецькі, кельтські. Сокаль вперше згадується у документах 1098 року як Всеволож. Перша згадка під сучасною назвою датована 1377 роком як одне із міст Белзького князівства. У 1424 році дістав магдебурзьке право — надане Земовитом Белзьким; з 1462 року Сокаль — повітове місто Белзького воєводства Польщі. Починаючи з 1499 року Сокаль зазнавав спустошливих набігів татар. 2 серпня 1519 року неподалік міста відбулась Би́тва під Со́калем між татарською ордою та польсько-литовсько-руським військом під проводом князя Костянтина Острозького, великого гетьмана Литовського. Перемогу в битві здобули татари. Після того, як 1519 місто було спалене татарами, його 1524 з ініціативи сокальського старости А. Тенчинського перенесли з лівого берега Західного Бугу на правий (це зробили і з огляду на те, що розташоване на лівому низькому березі місто страждало від повеней; є відомості, що переселення сокальців почалося 1517 року). У місті було 7 ремісничих цехів. Сокаль був пунктом, де товари перевантажували з возів на судна (саме тут Західний Буг ставав судноплавним), тут діяла державна митниця.
Після 1-го поділу Речі Посполитої 1772 року відійшов до Австрії (з 1867 року Австро-Угорщина). На початку 19 століття було розплановано новий центр міста за межами колишніх міських укріплень, а Старе місто перетворилося на район, заселений переважно євреями. У 1870-х роках прокладено шосе, яке з'єднало місто зі Львовом, 1884 — збудовано залізницю від Рави-Руської. У 1880-х роках у місті почали з'являтися промислові підприємства. На 1891 Сокаль входив до 30-ти найбільших міст Галичини, маючи 8 тис. мешканців. Протягом 1897—1905 у місті відкрив адвокатську канцелярію Євген Петрушевич (майбутній президент ЗУНР), з ініціативи якого було засновано ряд українських культурно-освітніх організацій, зокрема філію Львівського товариства «Просвіта» (1898).

Під час Першої світової війни з 13 серпня 1914 до 18 липня 1915 зайнятий російськими військами. 18 липня 1915 року Сокаль було звільнено австро-угорськими військами. Підрозділи I корпусу генерала Карла фон Кірхбаха, зокрема 46-та стрілецька дивізія, а також частини II корпусу, зокрема 25-та піхотна дивізія під командуванням полковника 4-го піхотного полку «Дойчмейстери» Франца Гассентойфеля, форсували річку Західний Буг поблизу сіл Конотопи та Бабінець-Поториця відповідно та увійшли до міста з півночі та півдня. До кінця липня дві з половиною австро-угорські дивізії успішно утримали плацдарм біля Сокаля проти чотирьох російських дивізій, відбиваючи безперервні атаки. У кінці липня точилися запеклі бої за Гору Сокаль. До кінця Першої світової війни, місто залишалось у складі Австро-Угорщини.
Після розпаду Австро-Угорщини (1918) — у складі Західноукраїнської Народної Республіки. У лютому 1919 року бої І корпусу Української Галицької Армії з поляками, влітку 1919 року Сокаль зайняло польське військо. З 1919 по 1939 належав Польщі, повітове місто Львівського воєводства. У 1930-х роках існував етнографічний музей «Сокальщина», експонати якого в більшості придбав адвокат д-р Богдан Чайковський в роках 1936—1939 (у 1941 році закатований більшовиками у Бригідках). Оскільки встановлений у 1939 році кордон між СРСР і Німеччиною пройшов по річці Західний Буг, лівобережна частина міста опинилася в Генеральній губернії та була перетворена на окремий населений пункт Забужжя (у повоєнний час поділений на Забужжя і Жвирку, які до 1951 перебували у складі Польщі, а згодом були приєднані до СРСР).
У період гітлерівської окупації (22 червня 1941 — 19 липня 1944) Сокаль був у складі Генеральної губернії. У цей час була знищена єврейська громада і зруйновані єврейські квартали (Старе місто; нині Міський парк).
У Сокалі до 1951 року перебувала чудотворна ікона Сокальської Богоматері.
Від 1960-х рр. місто стає одним із центрів хімічної промисловості, що дало мешканцям роботу, та водночас завдало містові екологічної шкоди.
Музей «Людина. Земля. Всесвіт» створено в 1985 зусиллям подружжя Анатолія та Наталії Покотюків.
Навесні 1989 р. в Сокалі виникли перші осередки Товариства української мови ім Т. Шевченка, яке стало домінантою національно-духовного відродження на Сокальщині. Його очолив учитель СШ № 1 Микола Пшевлоцький; було утворено комітет зі спорудження пам'ятника Кобзареві на чолі з директором СШ № 3 Іваном Тимошиком
У серпні 1989 з ініціативи багатолітнього в'язня мордовських таборів Романа Семенюка в Сокалі створено осередок Гельсінської спілки. Третього вересня 1989 року центральними вулицями міста пройшли колони людей, вперше із синьо-жовтими прапорами, з нагоди відновлення могил воїнів УГА.

### Ярослав Гашек та Сокаль
Видатний чеський письменник Ярослав Гашек брав участь у битві під Сокалем, що відбувалася з 15 по 31 липня 1915 року між австро-угорськими та німецькими частинами з одного боку та російськими військами з іншого за контроль над містом і панівними висотами на південний схід від нього. Гашек служив вістовим у 91-му Будейовицькому піхотному полку. 
22 липня 1915 року 9-та піхотна дивізія, до якої належав 91-й Будейовицький піхотний полк, маршем дійшла до селища Опільско, на захід від Сокаля, а наступного дня вже була на позиціях східніше Поториці. Саме у цьому місці 25 липня 1915 року для підрозділу Гашека пролунала команда штурмувати російські позиції на пагорбах східніше, в тому числі на горі Сокаль. Це була жорстока битва з великими втратами з обох сторін. Підраховано, що 9-та піхотна дивізія втратила близько половини особового складу — загиблими, пораненими і зниклими безвісти. Полк Гашека займав одну з найбільш відкритих позицій і зазнав значних втрат — сто дванадцять загиблих, шістсот вісімдесят дев’ять поранених. Після битви під Сокалем Гашека підвищено до гефрайтера. 
2 Серпня 1915 року 91-й Будейовицький піхотний полк виведено у резерв та поповнення у село Жджари (сучасна назва - Заставне). Гашек провів у Жджарах 4 тижні, а 18 серпня 1915 року його було нагороджено срібною медаллю 2-го ступеня "За хоробрість", виявлену під час бою під Сокалем 25 липня. Як зазначалося в офіційному наказі про нагородження, Гашек "невтомно та, нехтуючи власним життям, передавав важливі накази та повідомлення про ситуацію на лінії фронту. Він також підбадьорював особовий склад жартами і вигуками, добровільно проводив розвідку та вів невеликі групи до потрібних позицій."
Сокаль згадується у романі Гашека «Пригоди бравого вояка Швейка». У частині другій роману під назвою "На фронті" V розділ називається "Із Моста-на-Литаві в Сокаль". Декілька офіцерів, імена яких пізніше стали персонажами у романі, брали участь у битві під Сокалем разом із Гашеком: оберлейтенант Рудольф Лукаш, штабсфельдфебель Ян Ванек, кадет Ганс Біглер, оберстлейтенант Франц Венцель, капітан Вінценц Сагнер та фельдкурат Ян Ейбл, згадуваний у романі як Ібл. 

## Населення

### Чисельність
Населення Сокаля, станом на початок 2025 року, налічувало — 21,355 осіб.
Динаміка населення Сокаля

### Національний склад
Розподіл населення за національністю за даними перепису 2001 року:
| Національність  | Відсоток |
| --------------- | -------- |
| українці        | 95.64%   |
| росіяни         | 3.15%    |
| білоруси        | 0.43%    |
| поляки          | 0.18%    |
| інші/не вказали | 0.60%    |

### Мовний склад
Розподіл населення за рідною мовою за даними перепису 2001 року:
| Мова            | Кількість | Відсоток |
| --------------- | --------- | -------- |
| українська      | 20833     | 97.12%   |
| російська       | 508       | 2.37%    |
| білоруська      | 34        | 0.16%    |
| румунська       | 8         | 0.04%    |
| польська        | 7         | 0.03%    |
| інші/не вказали | 61        | 0.28%    |
| Усього          | 21451     | 100%     |

## Економіка
Економічний характер Сокаля — торговельно—адміністративно-промислове місто. Історично тут серед іншого було поширене гончарство. Нині в Сокалі є заводи залізобетонних виробів, дві цегельні, панчішно-шкарпеткова фабрика. Є професійний ліцей. Завод хімічного волокна демонтовано.

## Освіта
Колишні навчальні заклади:

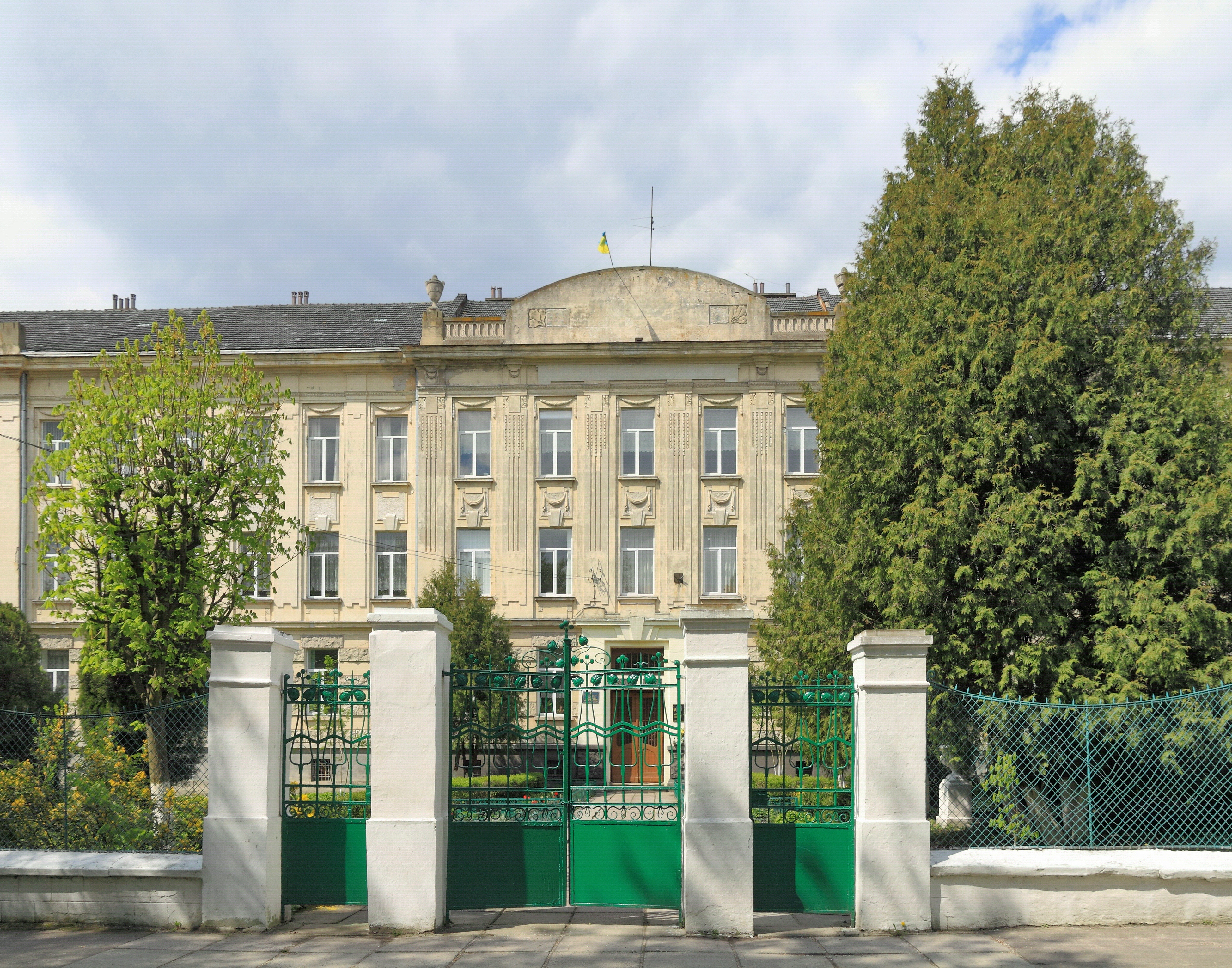
Сокальська гімназія імені О.Романіва

- Сокальська учительська семінарія — діяла з 1895 по 1937
- Сокальське педагогічне училище — готувало вчителів початкових класів з 1944 по 1958.

Сучасні навчальні заклади:
- Сокальська загальноосвітня санаторна школа-інтернат для дітей хворих на сколіоз — діє з 1969 року, будівлю споруджено ще у 1910 році. На території школи розпочато будівництво басейну.
- Сокальський професійний ліцей
- Сокальська гімназія імені Олега Романіва
- Сокальський НВК «ЗШ І-ІІІ ступенів № 2-ліцей»
- Сокальський НВК «ЗШ І-ІІІ ступенів № 4-ліцей»
- Сокальська СШ І-ІІІ ступенів № 3
- Сокальська ЗШ І-ІІІ ступенів № 5
- Станція юних техніків

## Засоби масової інформації
- Голос з-над Бугу — щотижневе видання. Газета заснована 12 грудня 1918 року.
- «Сокальщина — щомісячна громадсько-політична газета „Сокальщина“ — видання Сокальської районної організації Народного Руху України — виходить з серпня 1996 року».
- «Храм серця» — заснований Благодійною духовно-мистецькою фундацією Анатолія Покотюка, і видається з травня 2001 року.
- ТРК «Сокаль» ФМ станція заснована у 2002 році.
- Голос Сокальщини — щоденне суспільно-політичне інтернет-видання. Засноване 2010 року.

## Пам'ятки архітектури
- Монастир оо. бернардинів з костелом Діви Марії (з XVII століття). Нині на території монастиря міститься Сокальська виправна колонія (пам'ятка національного значення була фактично зруйнована під час велетенської пожежі 27 березня 2012 р.)
- Катедральний собор святих апостолів Петра і Павла (1904—1909 рр.)
- Церква Святого Миколая (відбудована у 1694 року)
- Каплиця святого Миколая (XV століття)
- Сокальська синагога (1762 року, нині перебуває у зруйнованому стані)
- Сокальська ратуша
- Жіноча гімназія (зараз Сокальський Ліцей № 1 імені Олега Романіва)
- Сокальське педагогічне училище (1944—1958)
- Бурса (початок XX ст.)

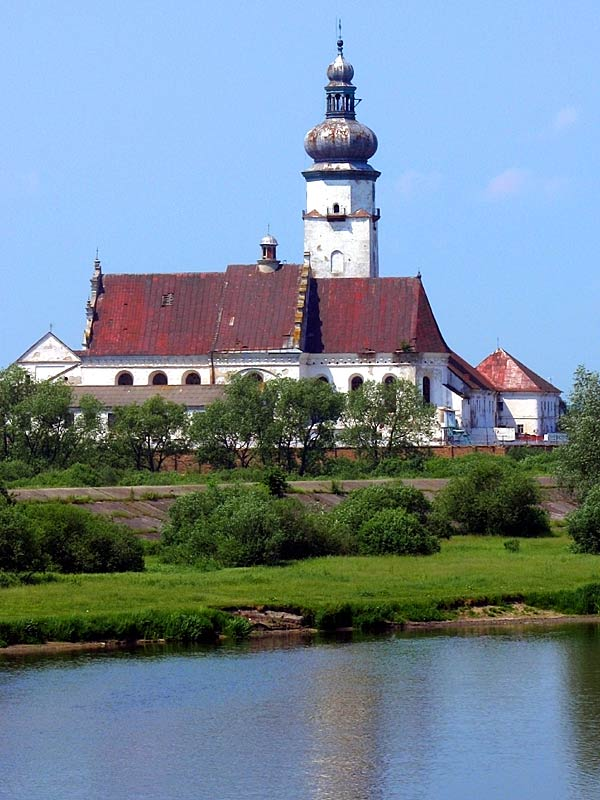
Монастир бернардинів
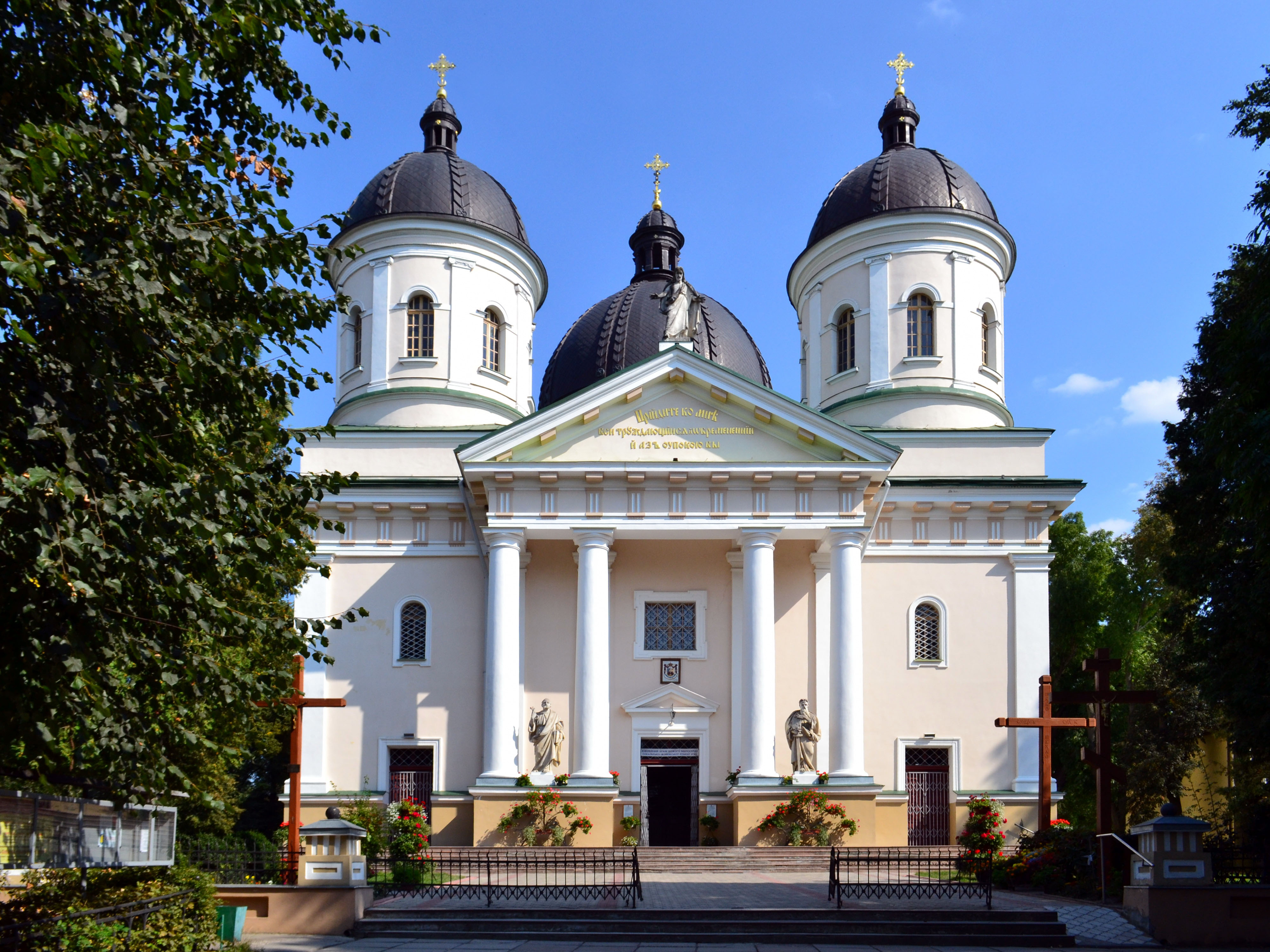
Катедральний собор святих апостолів Петра і Павла
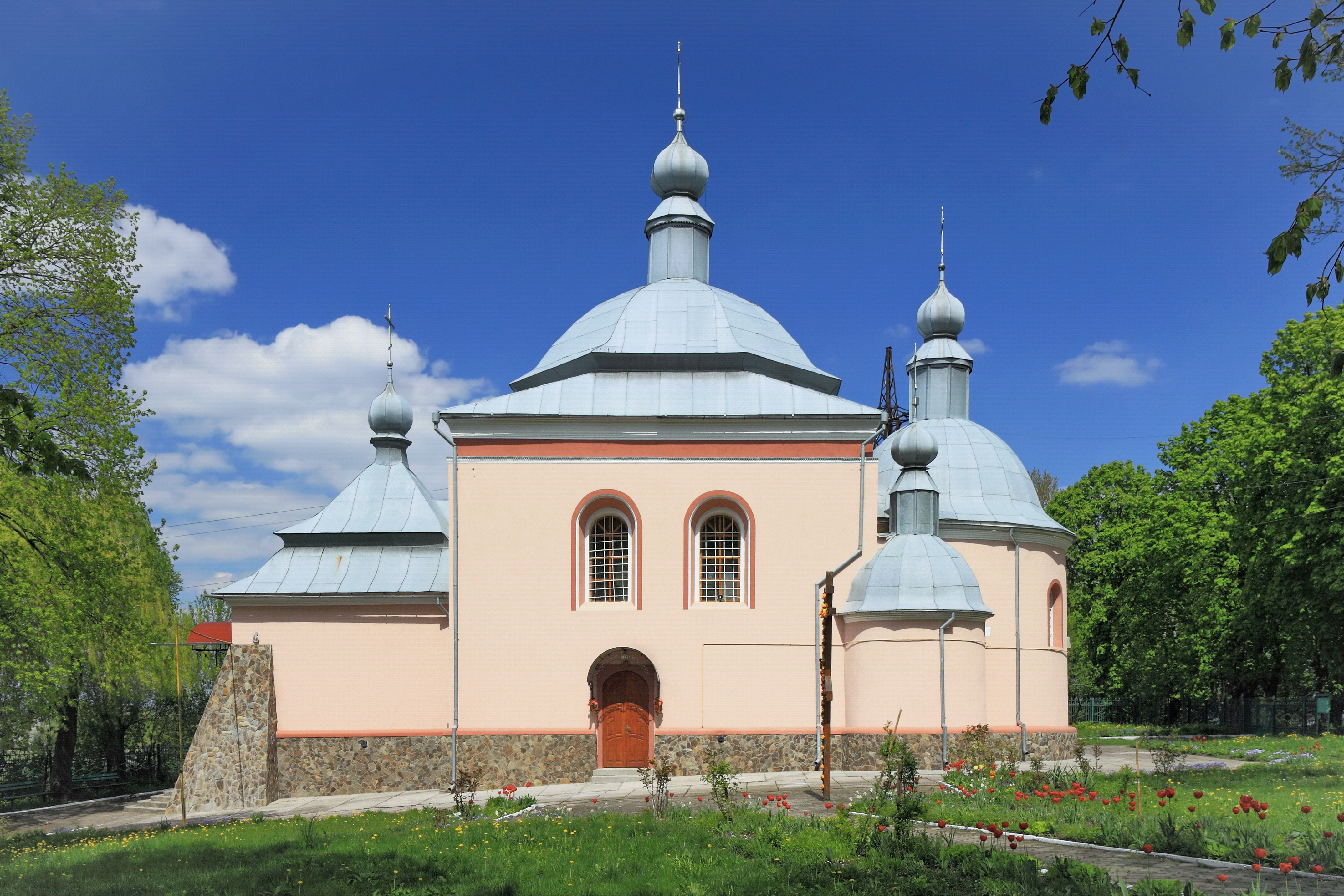
Церква Св. Миколая
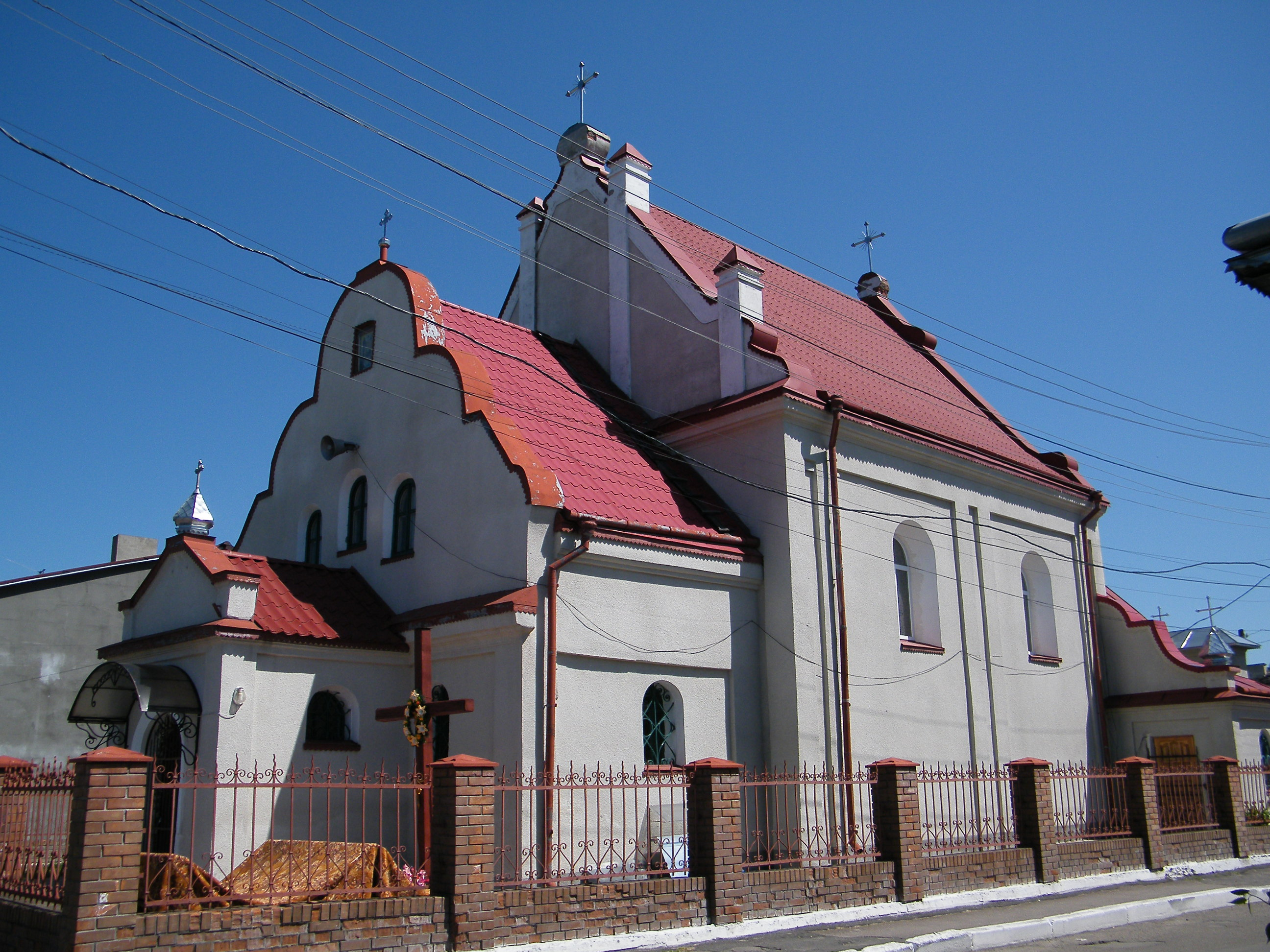
Церква архангела Михаїла
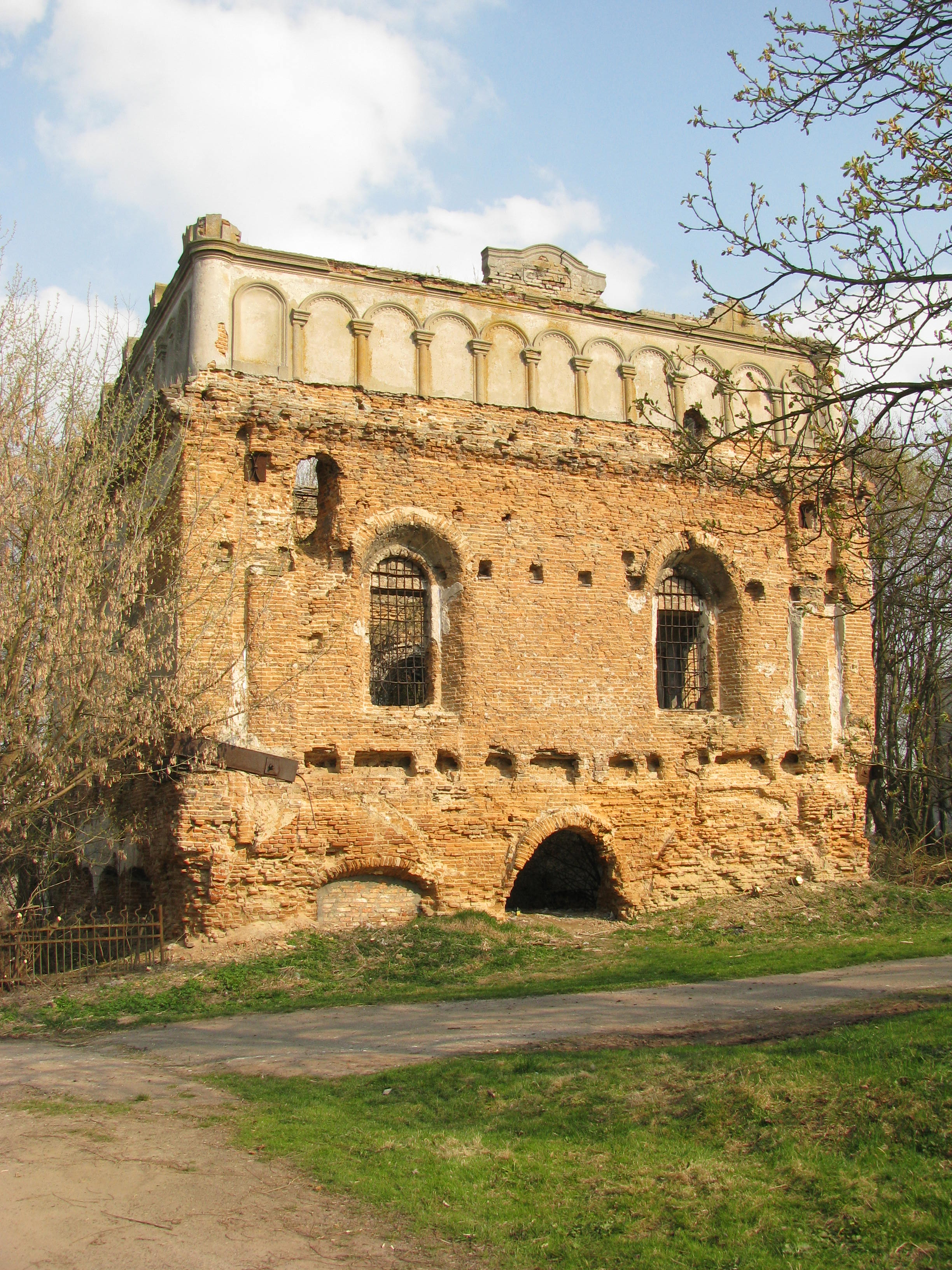
Синагога
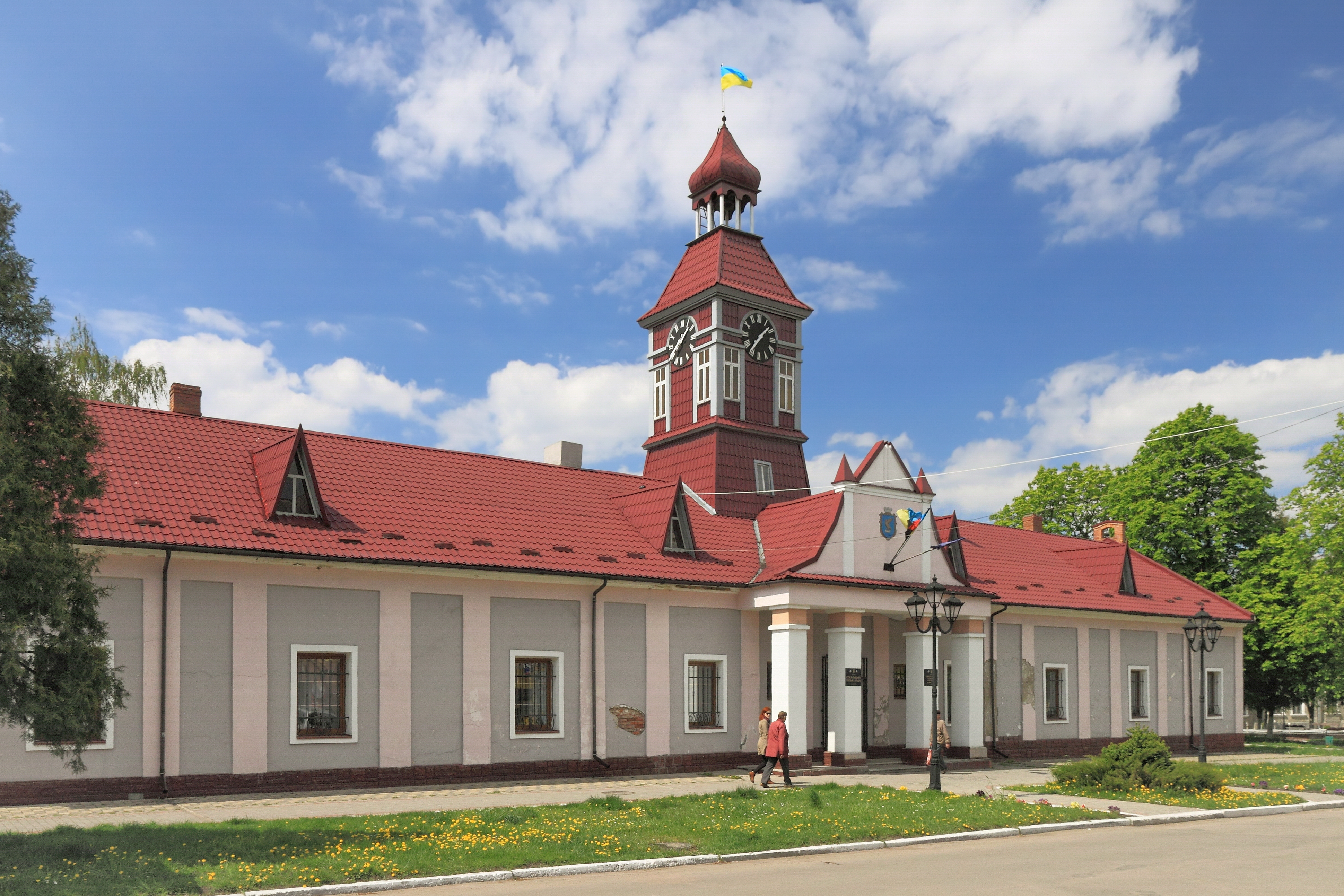
Сокальська ратуша
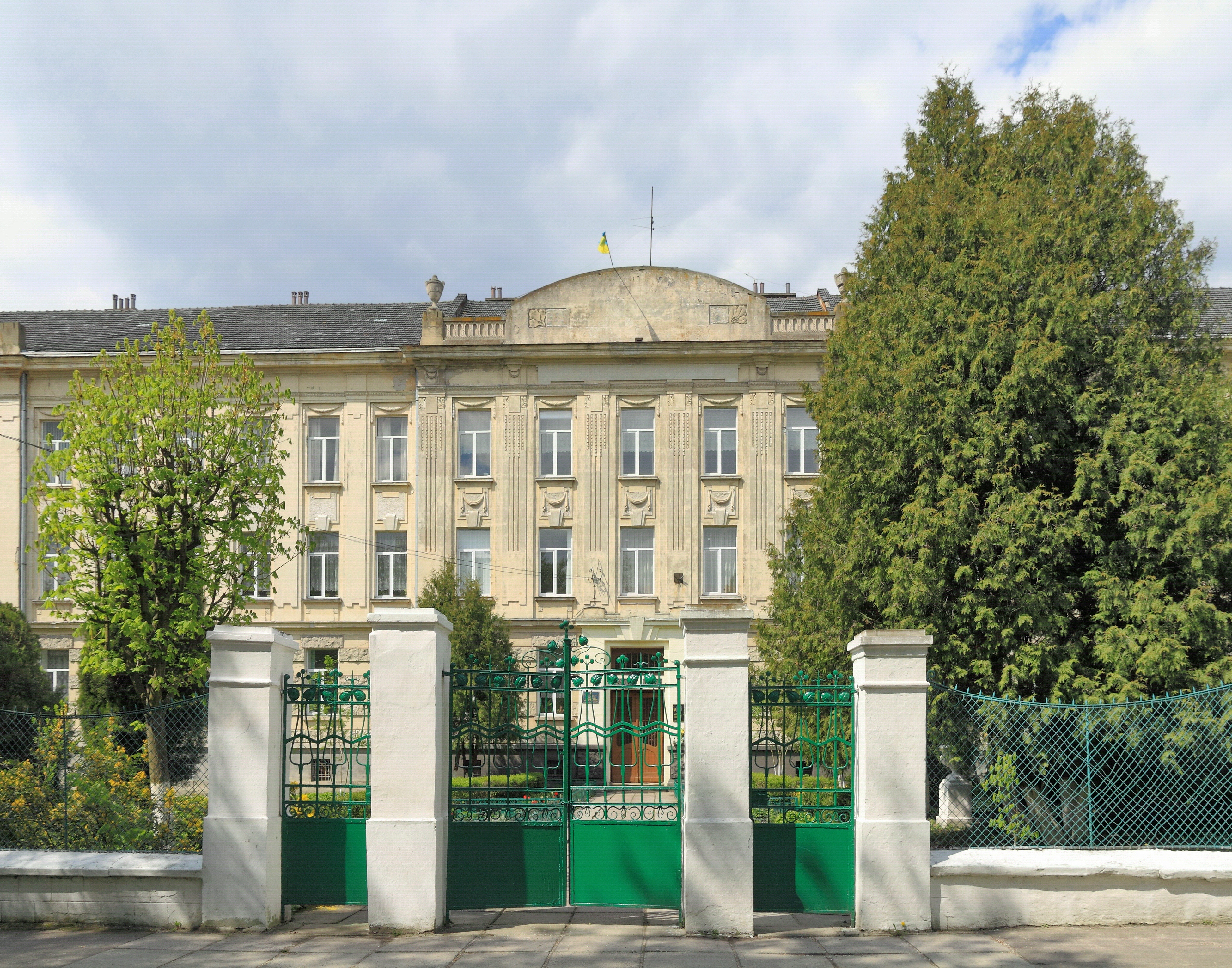
Жіноча гімназія
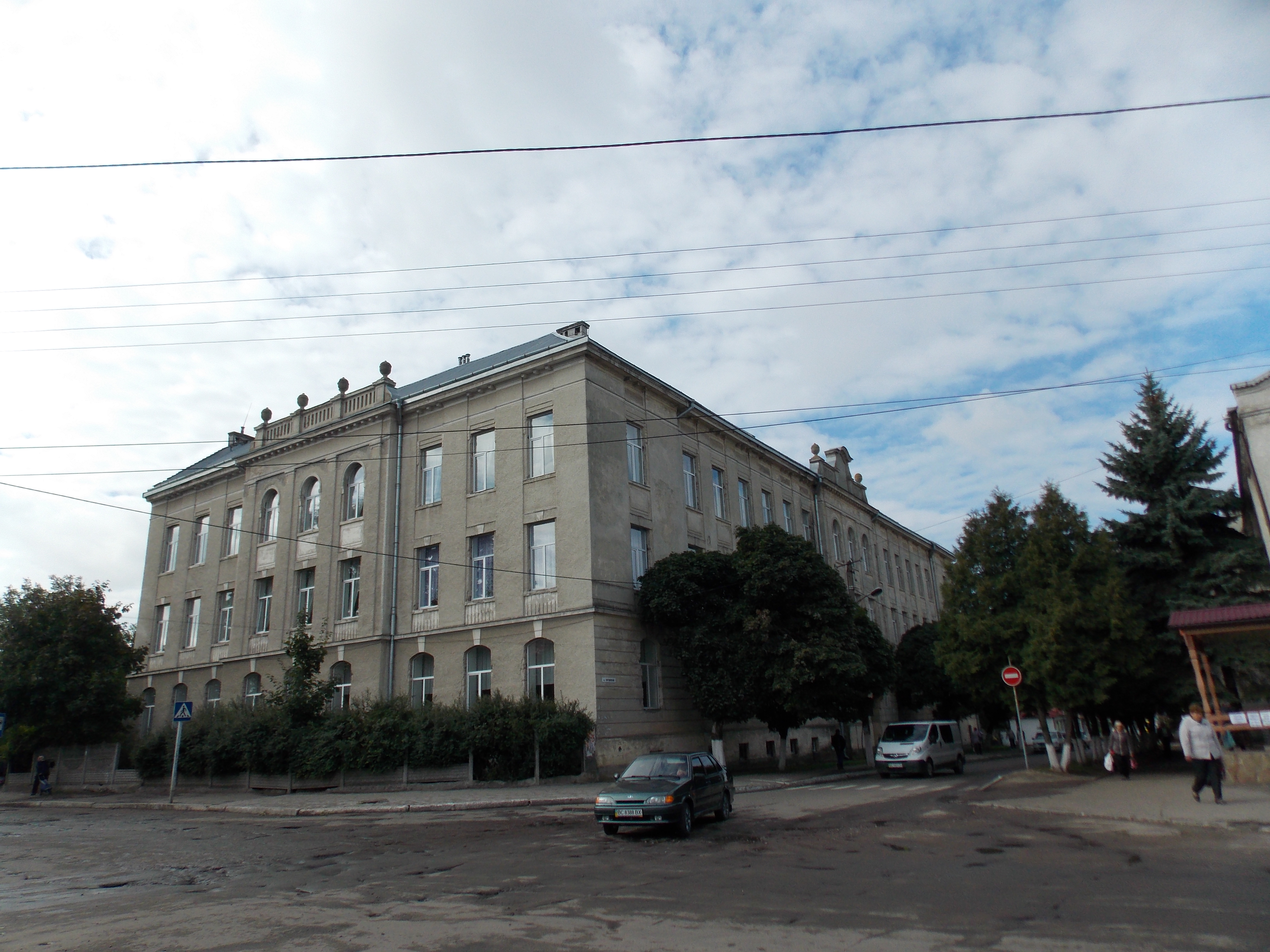
Сокальське педагогічне училище
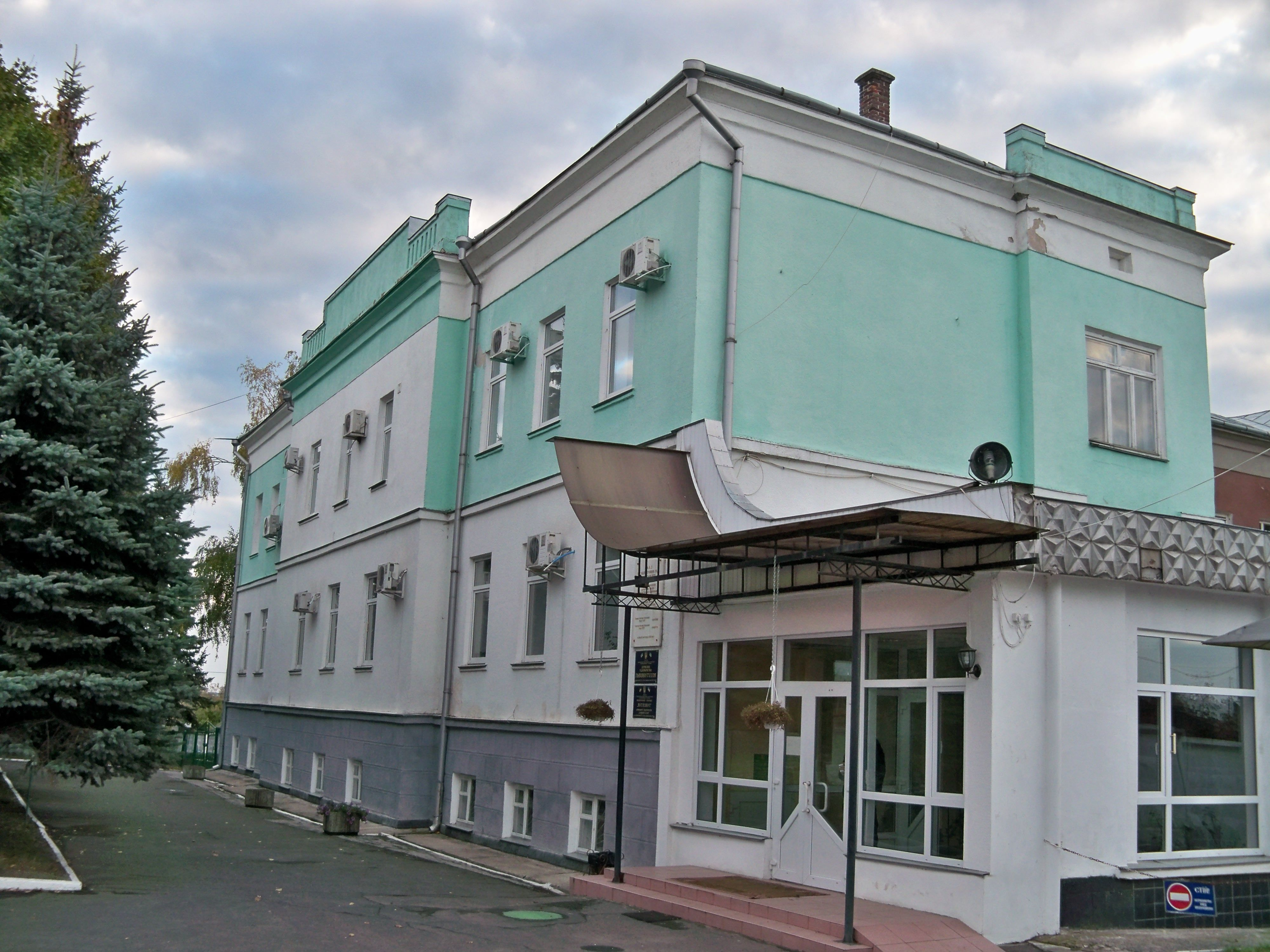
Бурса
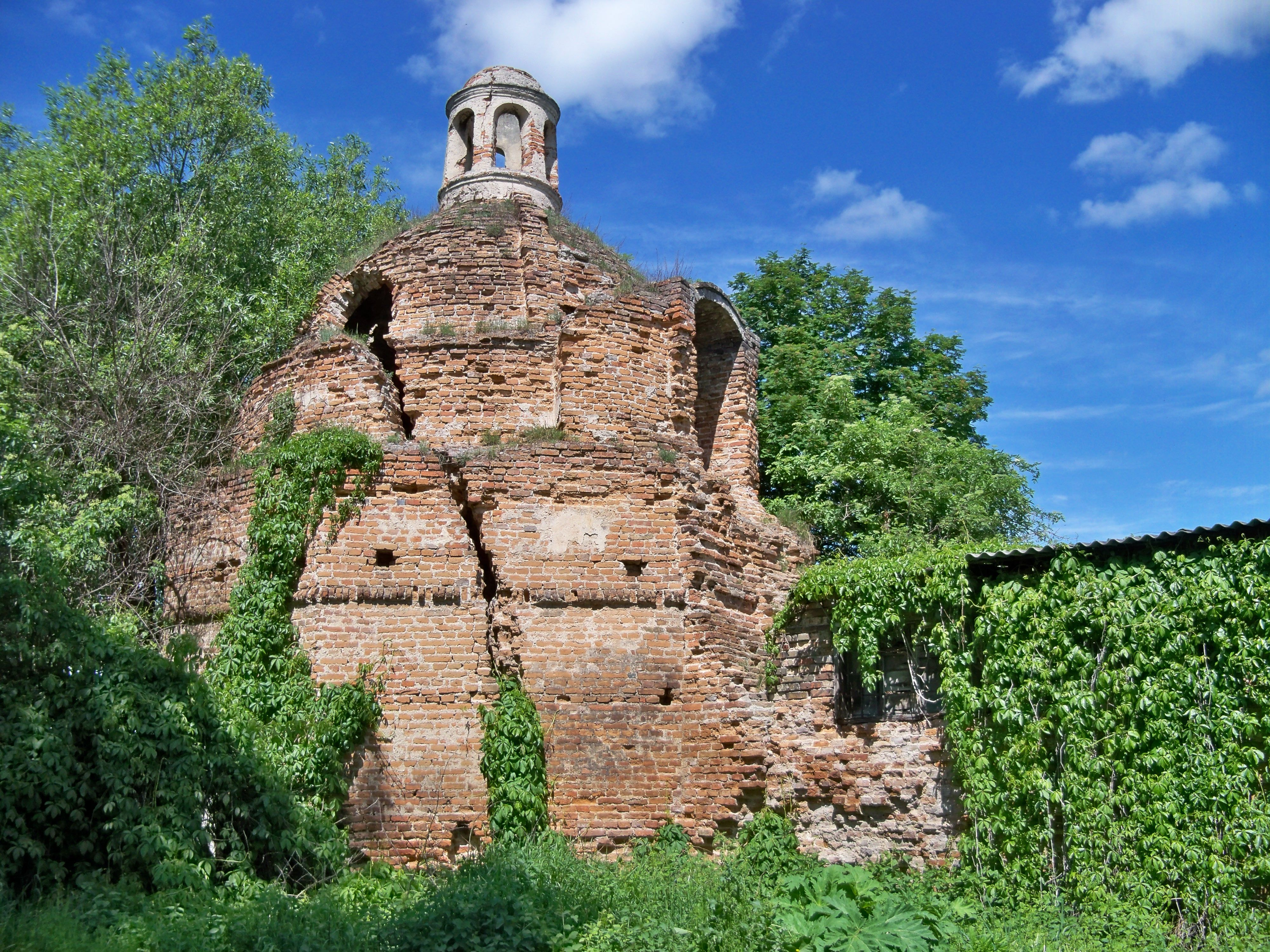
Вежа, оборонні мури монастиря бригіток (XVII ст.)
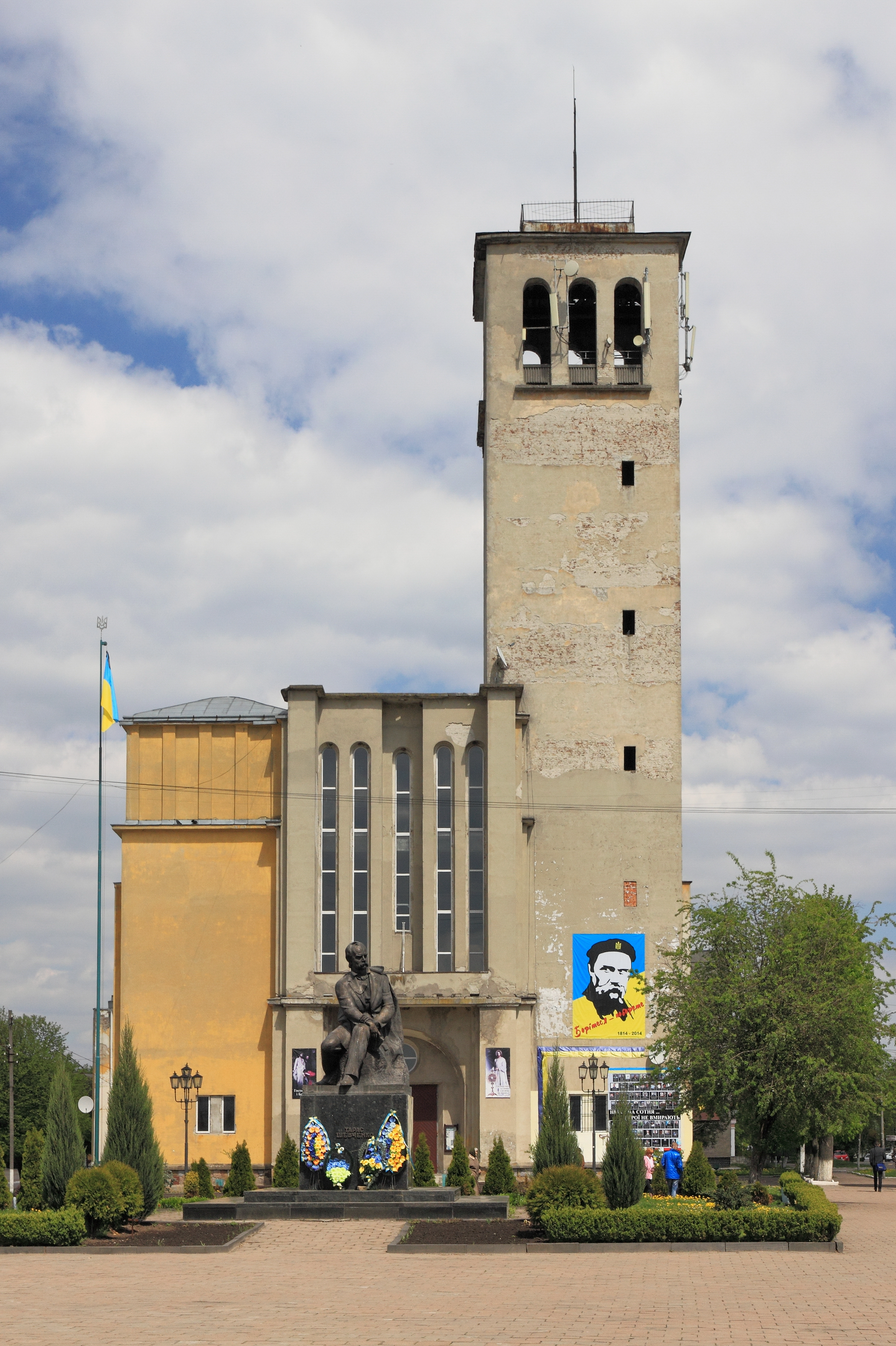
Римсько-католицька церква (1926 р.)
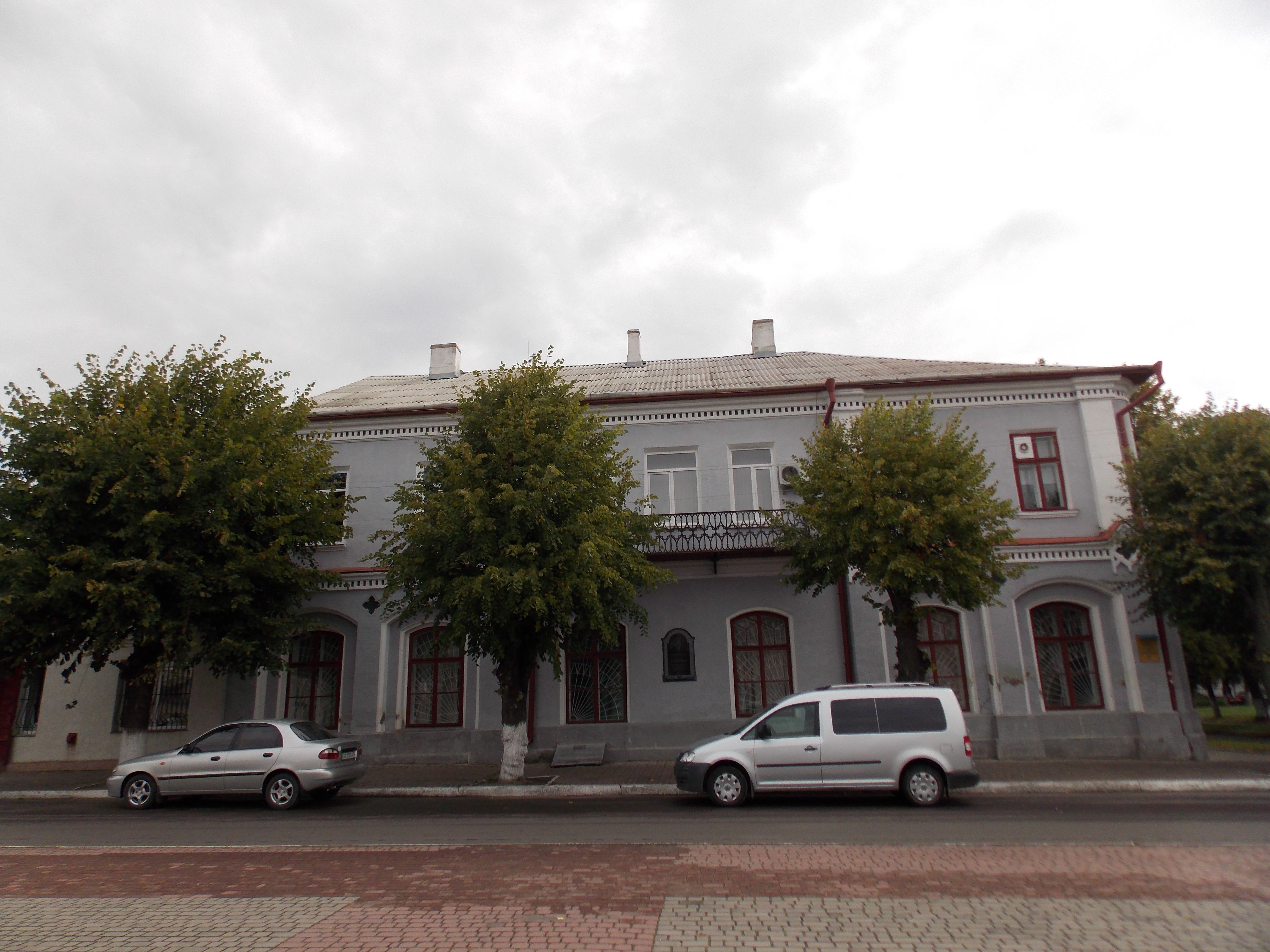
Заїжджий двір початок XIX ст.
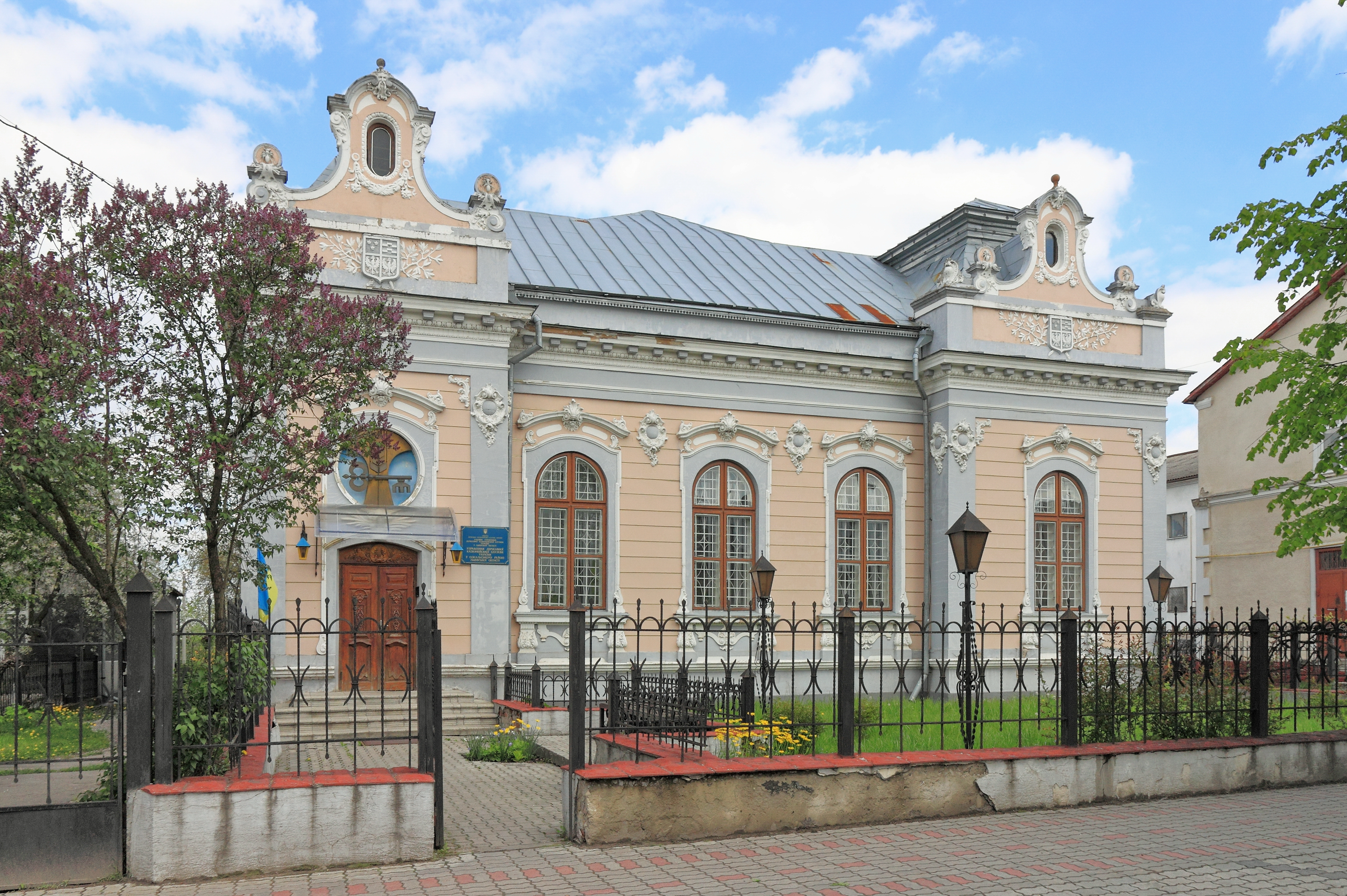
Житловий будинок (1905)
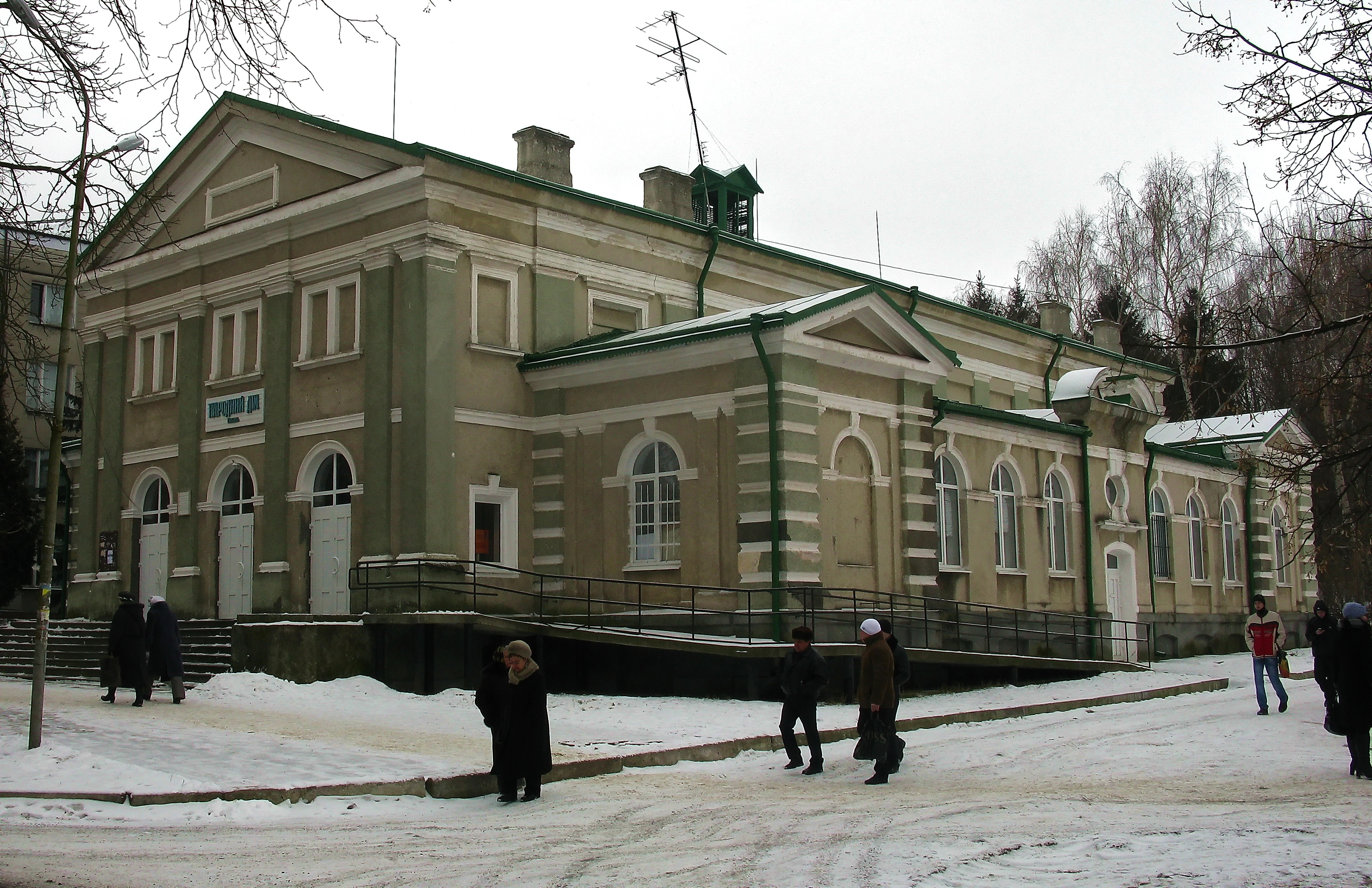
Житловий будинок (XIX ст.)
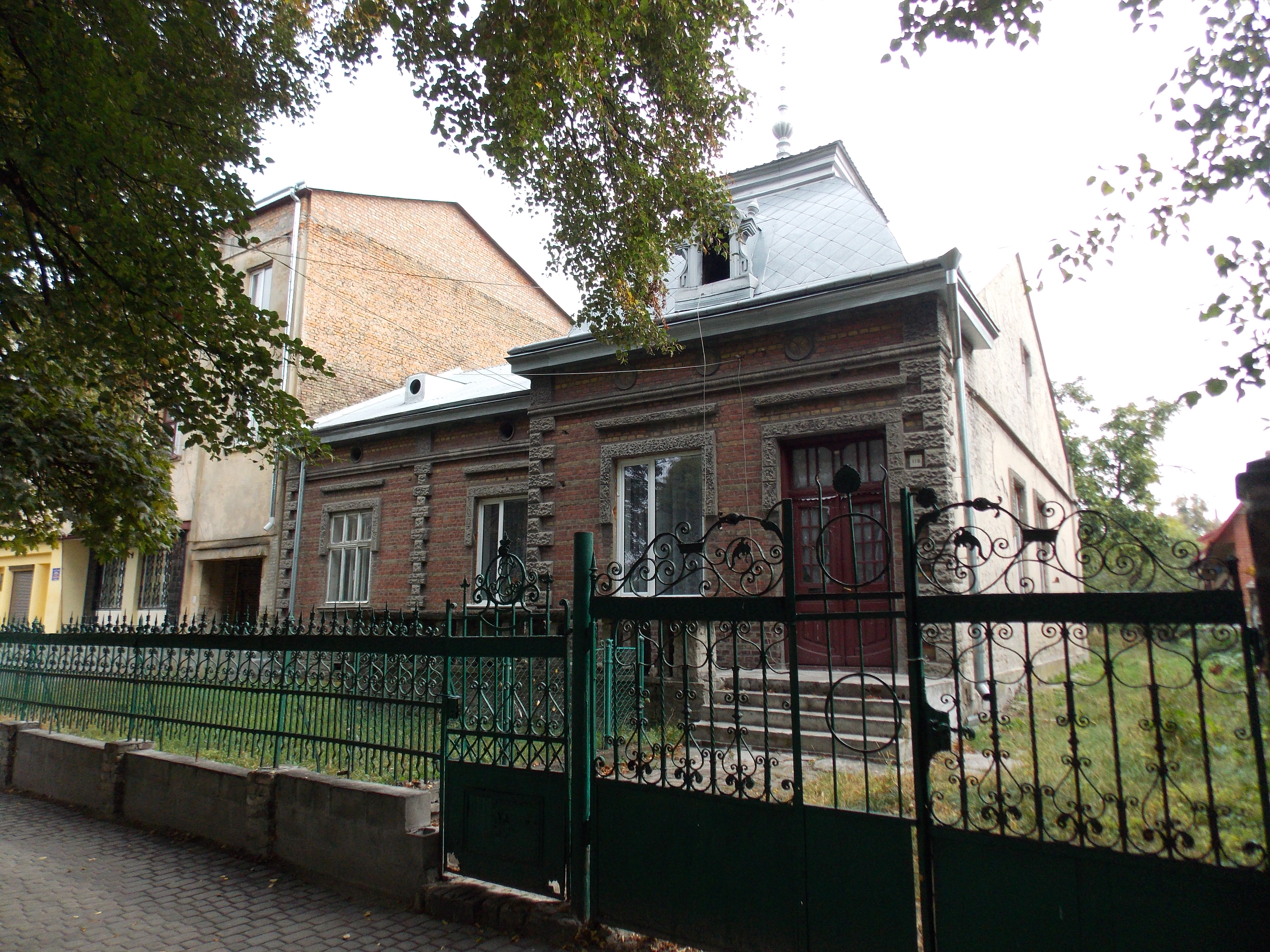
Житловий будинок (XIX ст.)
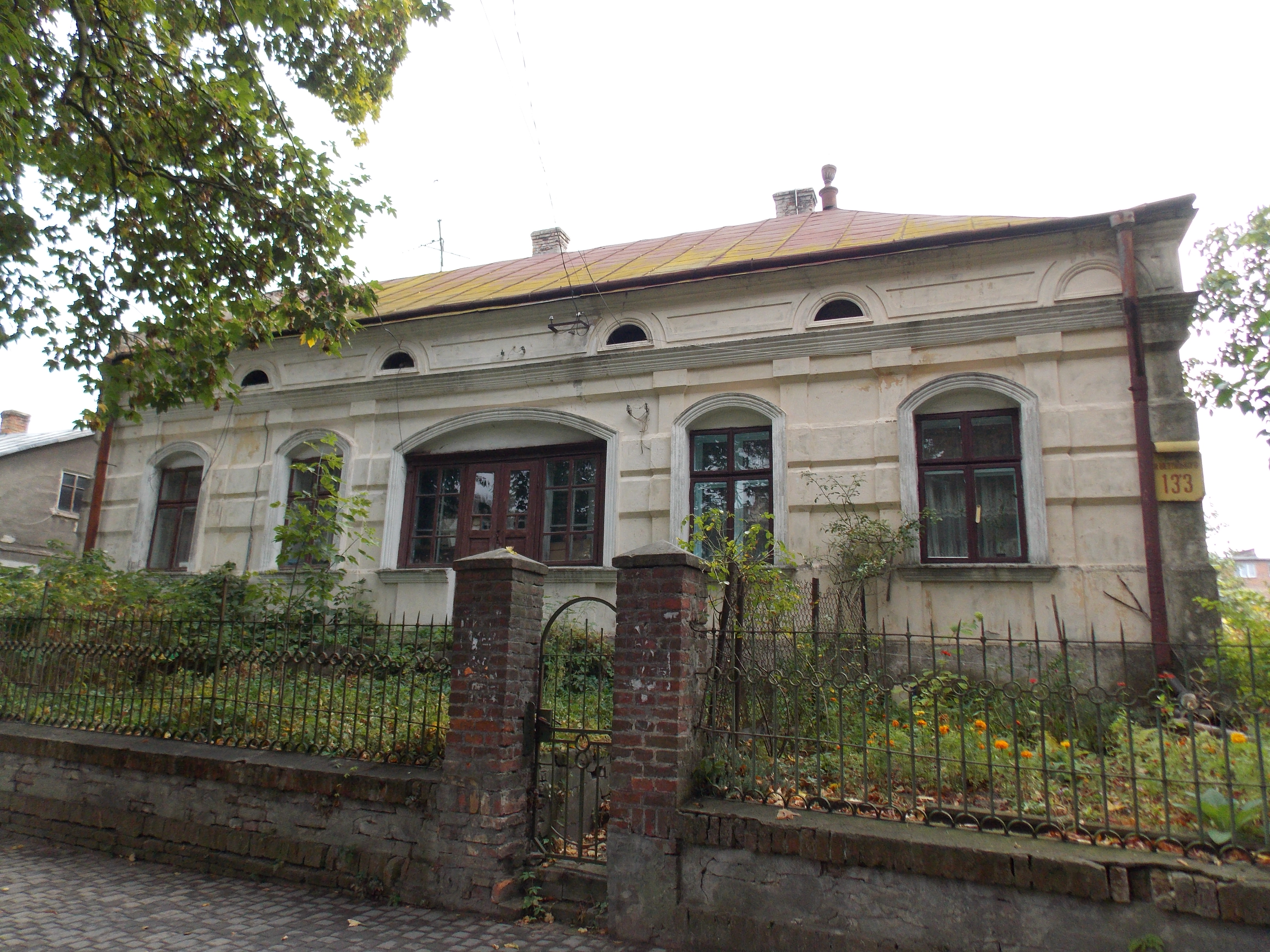
Житловий будинок (XIX ст.)
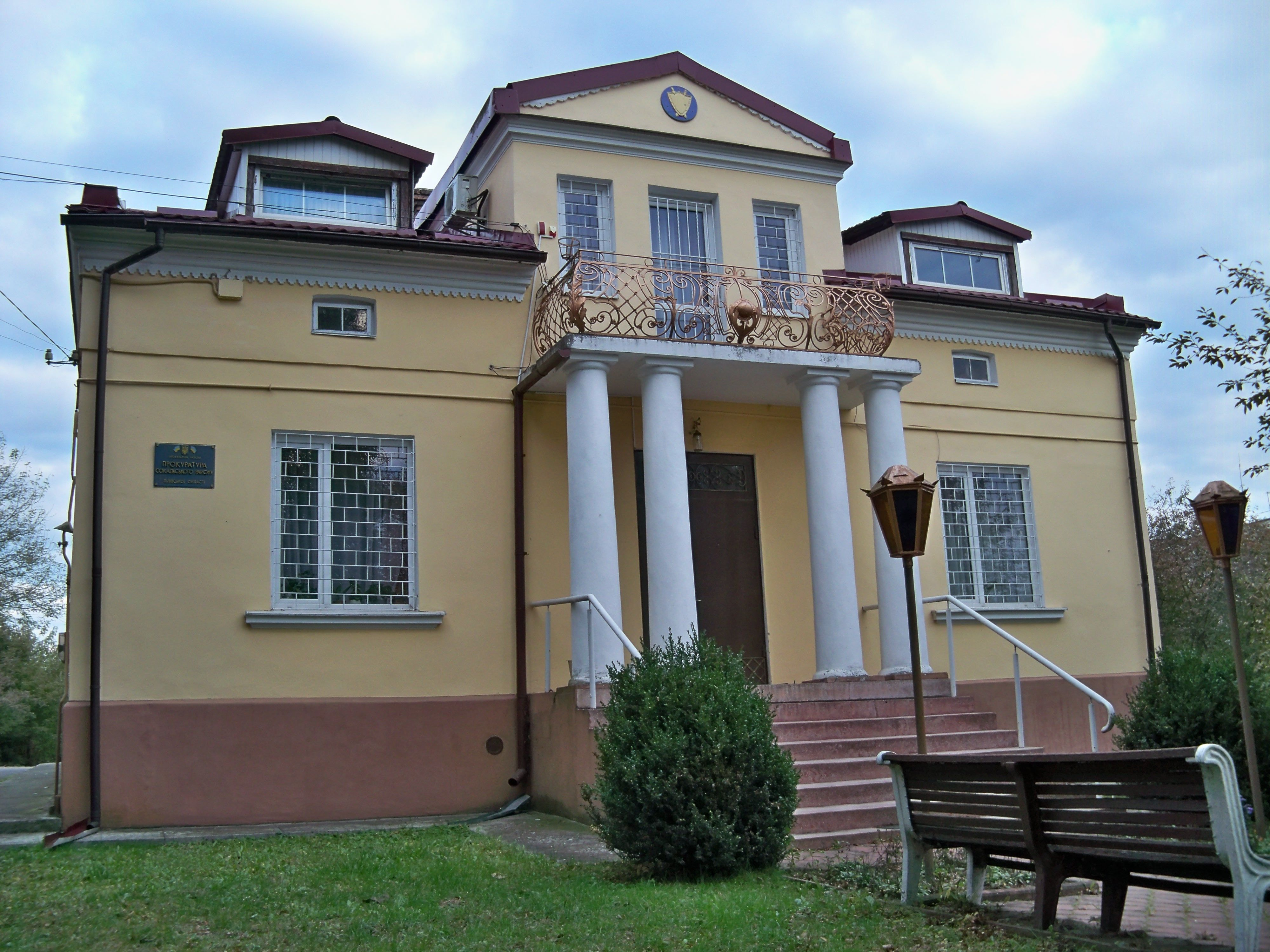
Житловий будинок (XIX ст.)
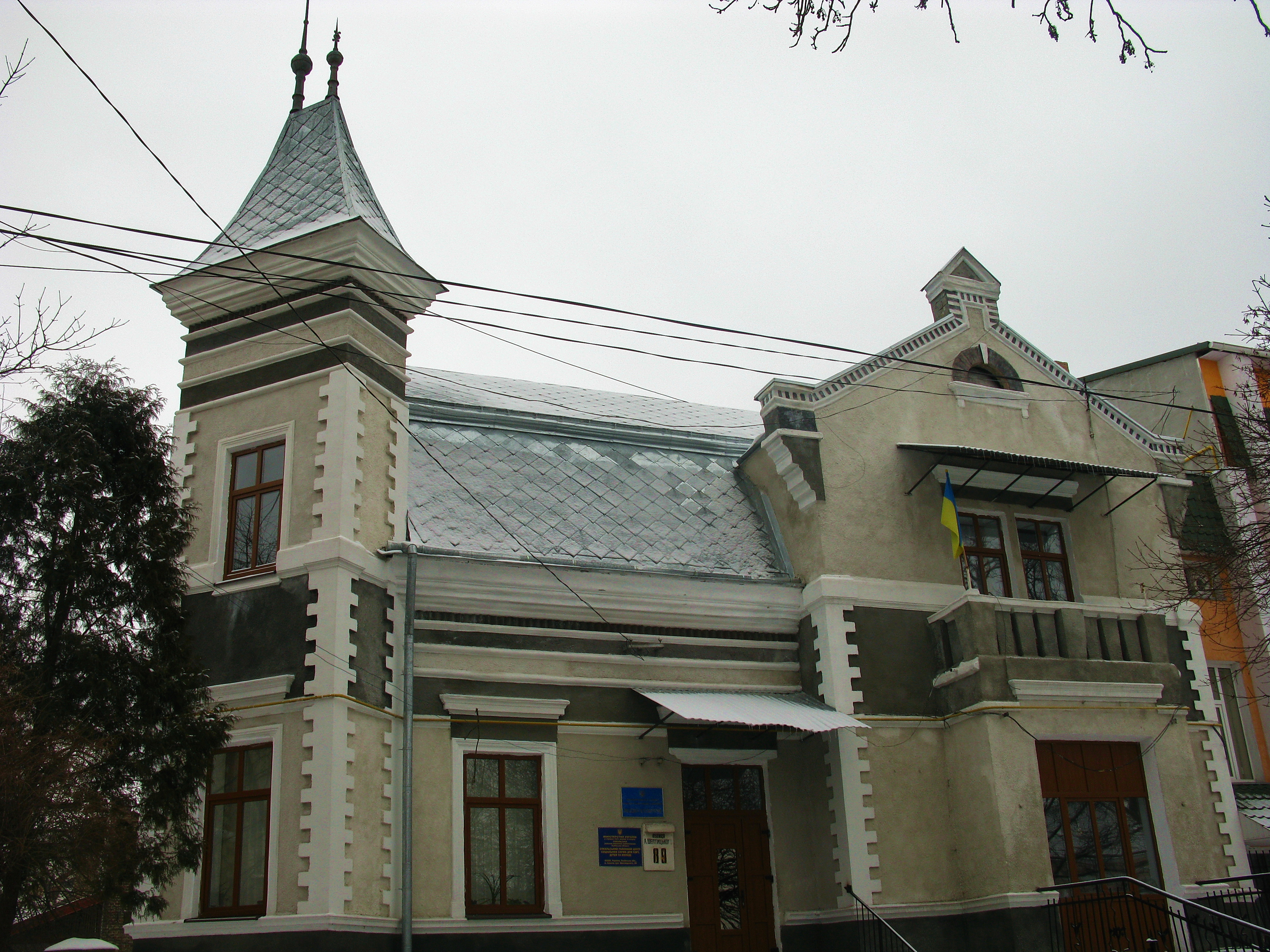
Житловий будинок (XX ст.)

## Особи, пов'язані з Сокалем

### Сокальські старости
- Юрій Андрійович Збаразький — князь, староста пінський, чоловік Варвари Козинської[21]
- Миколай Мнішек[22]
- Францішек Ксаверій Потоцький (†1731) — син волинського воєводи Міхала Потоцького,[23] чоловік Ельжбети з Браніцких[24]
- Ян Тарло
- Каспер Денгофф (†1645) — граф Свящ. Римської імперії (1635), князь (1637)[25]
- Зиґмунт Денгофф — крайчий королеви,[26][27]
- Юзеф Мір (пол. Józef Mier)

### Відомі уродженці
- Петро Петрович Базилевич  — військовий і громадський діяч, старшина Української Галицької армії, скарбник уряду УНР, наближений до Симона Петлюри.
- Білик Богдан Васильович (1931—2014) — український лісівник, професор кафедри лісових машин і гідравліки Національного лісотехнічного університету України.
- Любов Бенедишин — українська поетеса.
- Ігор Богачевський — американський конструктор українського походження, професор Нью-Йоркського університету.
- Юрій Височанський — український книговидавець
- Роман Галас (1975—2015) — старший лейтенант Збройних сил України, учасник російсько-української війни.
- Володимир Геринович — український вчений-географ, доктор географічних та історичних наук, професор, краєзнавець та педагог.
- Владислав Дердацький — львівський архітектор, педагог, представник львівської архітектурної школи міжвоєнного періоду.
- Адріяна Димська (до шлюбу Мельник, нар. 1929) — українська громадська діячка у Владивостоці (Зелений Клин)[28]
- Міхал Древко (1887—1964) — польський археолог, історик і реставратор пам'яток.
- Василь-Володимир Зінько — український релігійний діяч, релігієзнавець і письменник.
- Каплета Юрій Андрійович (1986—2022) — старший солдат Збройних сил України, учасник російсько-української війни.
- Євген Каранович «Караван» (2.02.1901—25.01.1944) — головний лікар УПА.[29]
- Отець Іван Кипріян — релігійний, суспільно-політичний, мистецький діяч Галичини кінця XIX — початку ХХ ст.
- Володимир Комаринський — український громадський та політичний діяч, правник, начальник відділу радіомовлення та пропаганди уряду Карпатської України, посол Сойму Карпатської України, член правління крайового товариства «Просвіта», референт пропаганди Українського Національного Об'єднання.
- Леонід Копій (1957) — український лісівник, завідувач кафедри екології Національного лісотехнічного університету України, доктор сільськогосподарських наук, професор.
- Оксана Луцишин — українська піаністка і органістка.
- Андрій Магера — український юрист, заступник голови Центральної виборчої комісії.
- Надія Матвіїв-Таранова — дитяча поетеса.
- Міц Валентин Володимирович (1974—2024) — солдат збройних сил України, учасник російсько-української війни.
- Теодор Рожанковський — перший командант УСС
- Олег Романів — випускник Сокальської гімназії, відомий український учений у галузі механіки матеріалів, член-кореспондент НАН України, генеральний секретар Світової Ради Наукового товариства імені Т. Шевченка (НТШ).
- Роман Савицький — піаніст, педагог і музичний критик; чоловік Іванни Савицької.
- Роман Сельський — український маляр-імпресіоніст.
- Віктор Сивак (1992—2014) — солдат Збройних сил України, учасник російсько-української війни.
- Валентин Прихід (1989—2014) — старший лейтенант Збройних сил України, учасник російсько-української війни.
- Марта Богачевська-Хом'як — історикиня, громадська діячка, дослідниця українського жіночого руху. Доктор філософії (1968), (1972). Членкиня Наукового Товариства ім. Шевченка.
- Валерій Шаленко — український художник.
- Матфей (Шевчук) — єпископ Володимир-Волинський Православної Церкви України.

### Відомі мешканці
- Ольга Пенюк-Водоніс — поетеса, композиторка, музична педагогиня.
- Василь Дишкант — діяч ОУН, репресований в СРСР.
- Володимир Конопльов — український легкоатлет.
- Володимир Коцовський — український літературознавець, філолог, письменник, перекладач, педагог. З 1910 року директор Сокальської учительської семінарії. Похований у Сокалі.
- Роман Перфецький — посол Галицького сейму.[30]
- Євген Петрушевич — Голова Національної Ради, згодом Президент ЗУНР
- Роман Раковський — кооператор, син Йосифа Раковського.
- Степан Турчак — протягом 1955—1956 навчального року працював викладачем музики і співів у Сокальському педагогічному училищі[31].
- Храмцов Володимир Федорович — український російськомовний поет.
- Шостопалець Василь (1816—1879) — український гончар. Працював у Сокалі.

### Почесні громадяни Сокаля
- Казимир Фелікс Бадені
- Бандера Степан Андрійович
- Міхал Бобжинський
- Василяшко Василь Іванович
- Грицик Володимир Володимирович
- Аґенор Ґолуховський (намісник)
- Володимир Дідушицький
- Конопльов Володимир Андрійович
- Лагно Роман Іванович
- Макух Василь Омелянович
- Анджей Казімеж Потоцький
- Романів Олег Миколайович
- Сидор Василь Дмитрович
- Станіслав Стажинський
- Штикало Дмитро Лук'янович
- Галас Роман Євгенович

## Галерея

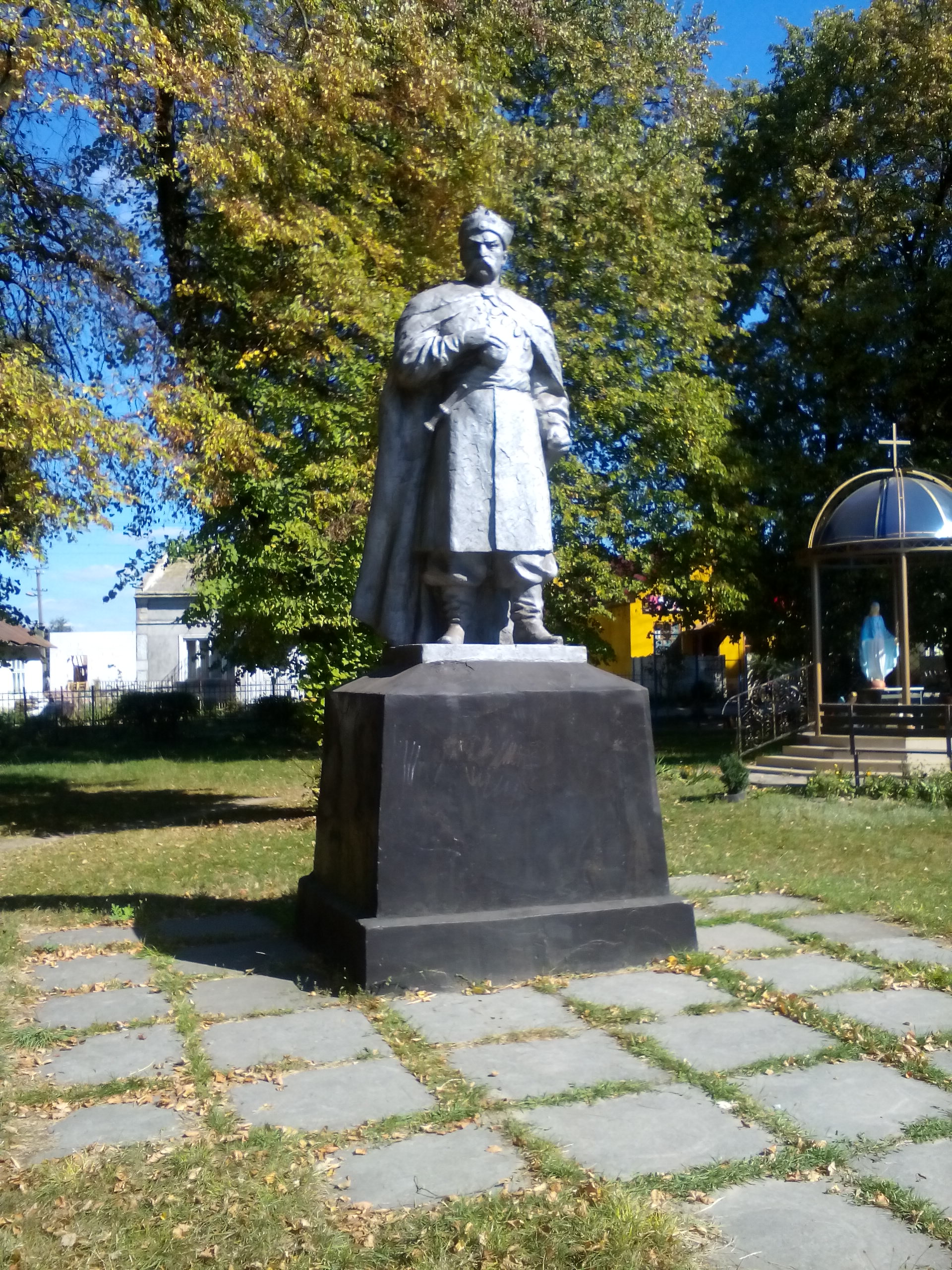
Пам'ятник Богдану Хмельницькому (ск. С. Рихва, 1954, з/бетон)
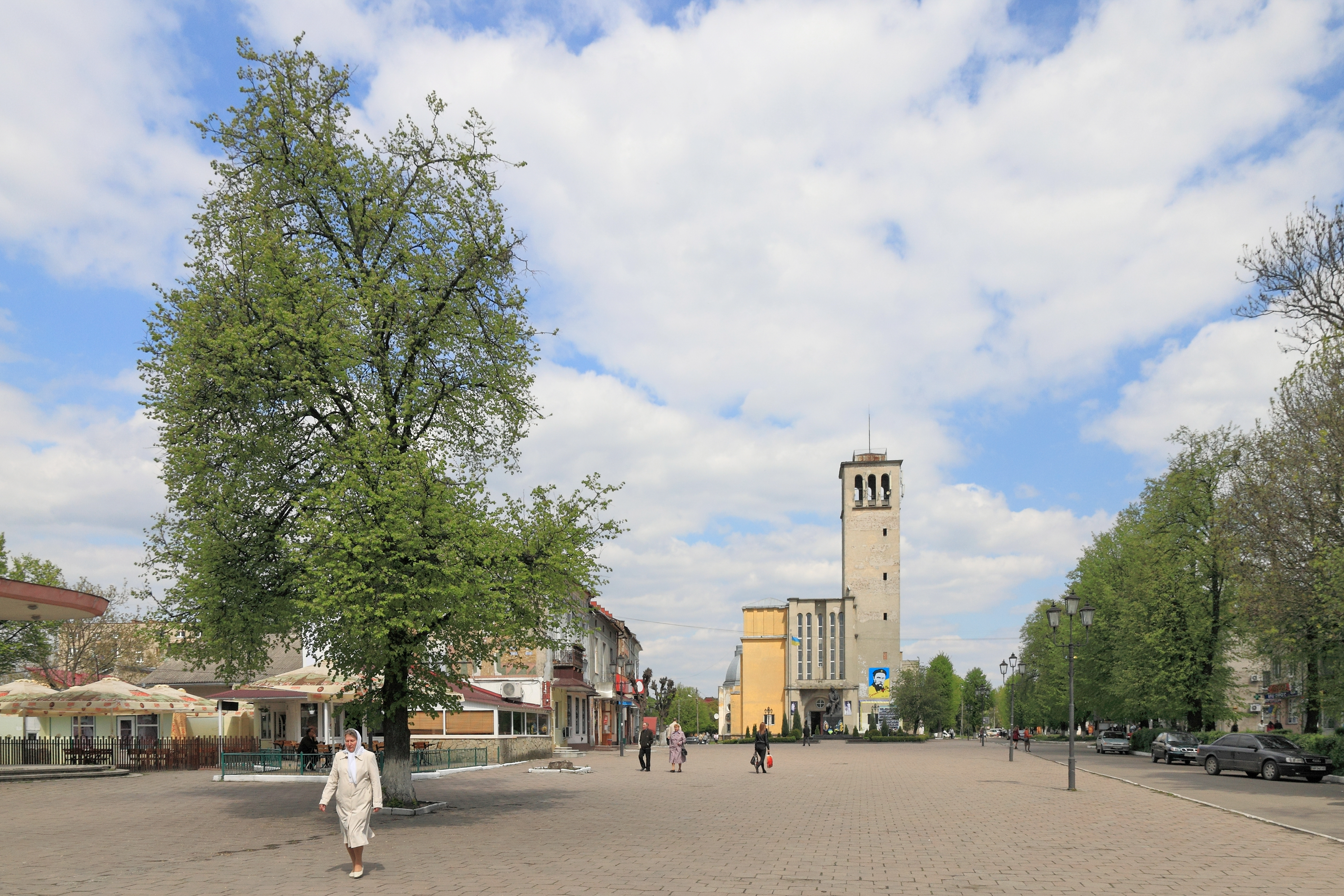
Центр міста
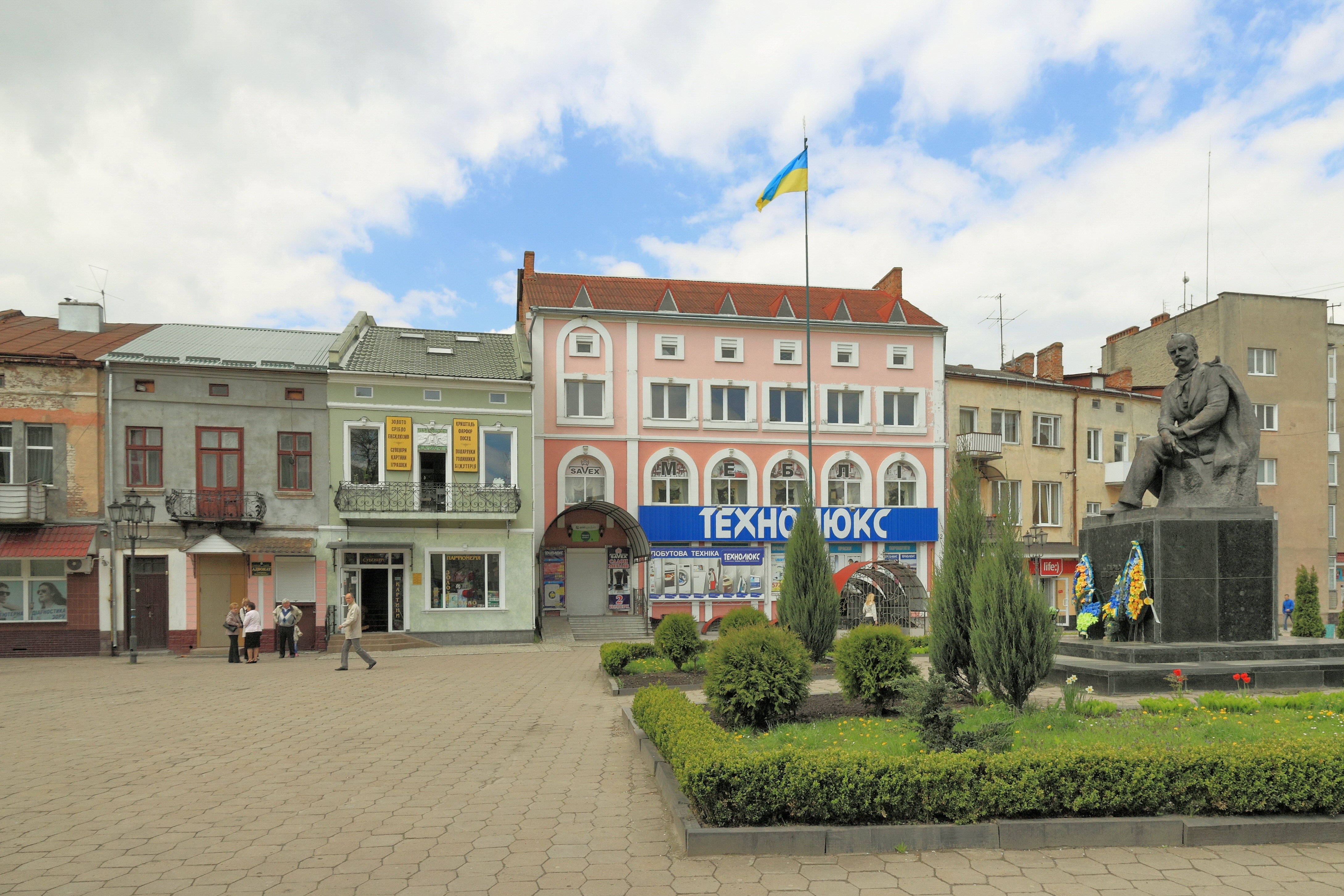
Кам'яниці на площі в центрі міста.
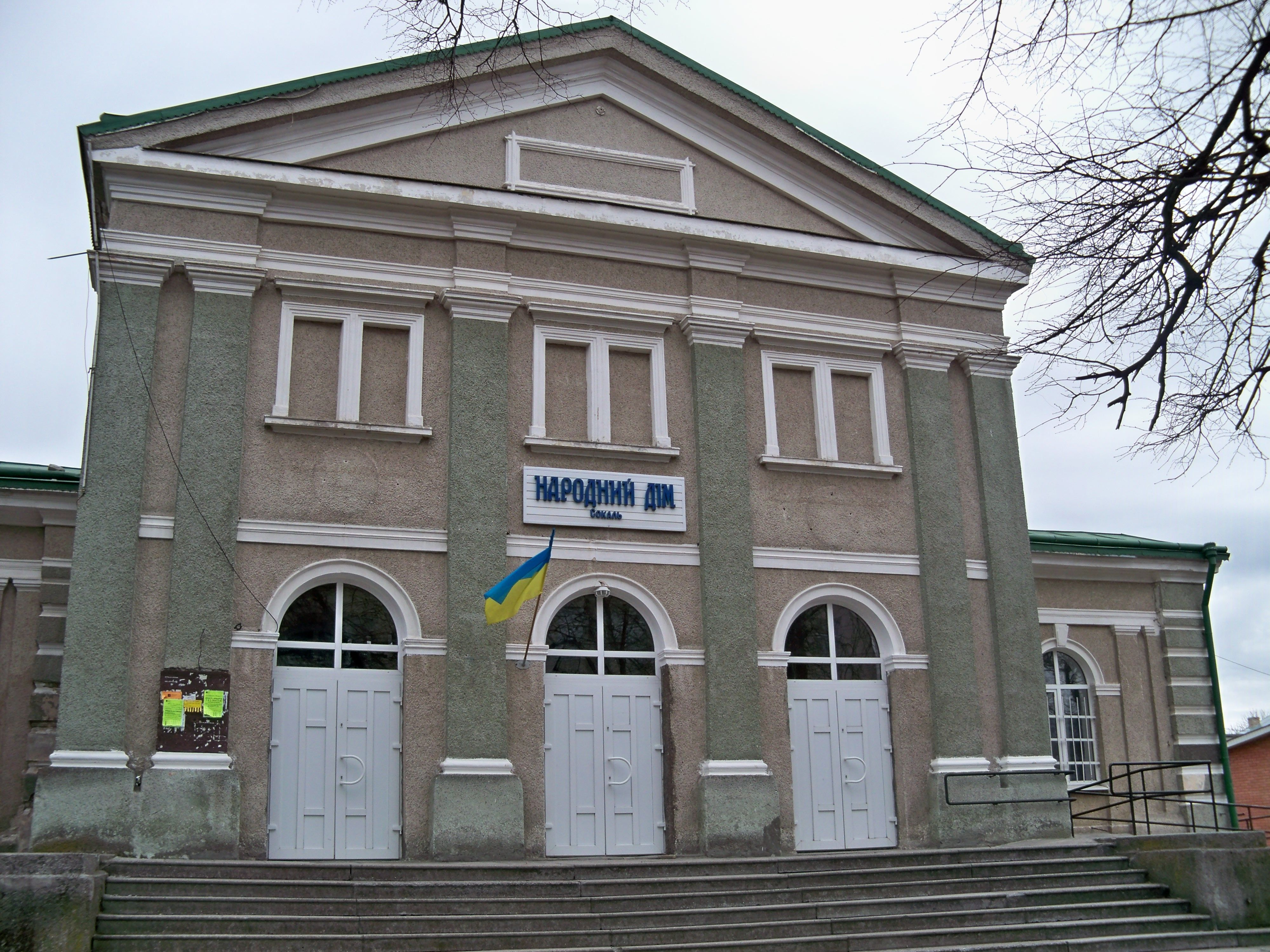
Народний дім.
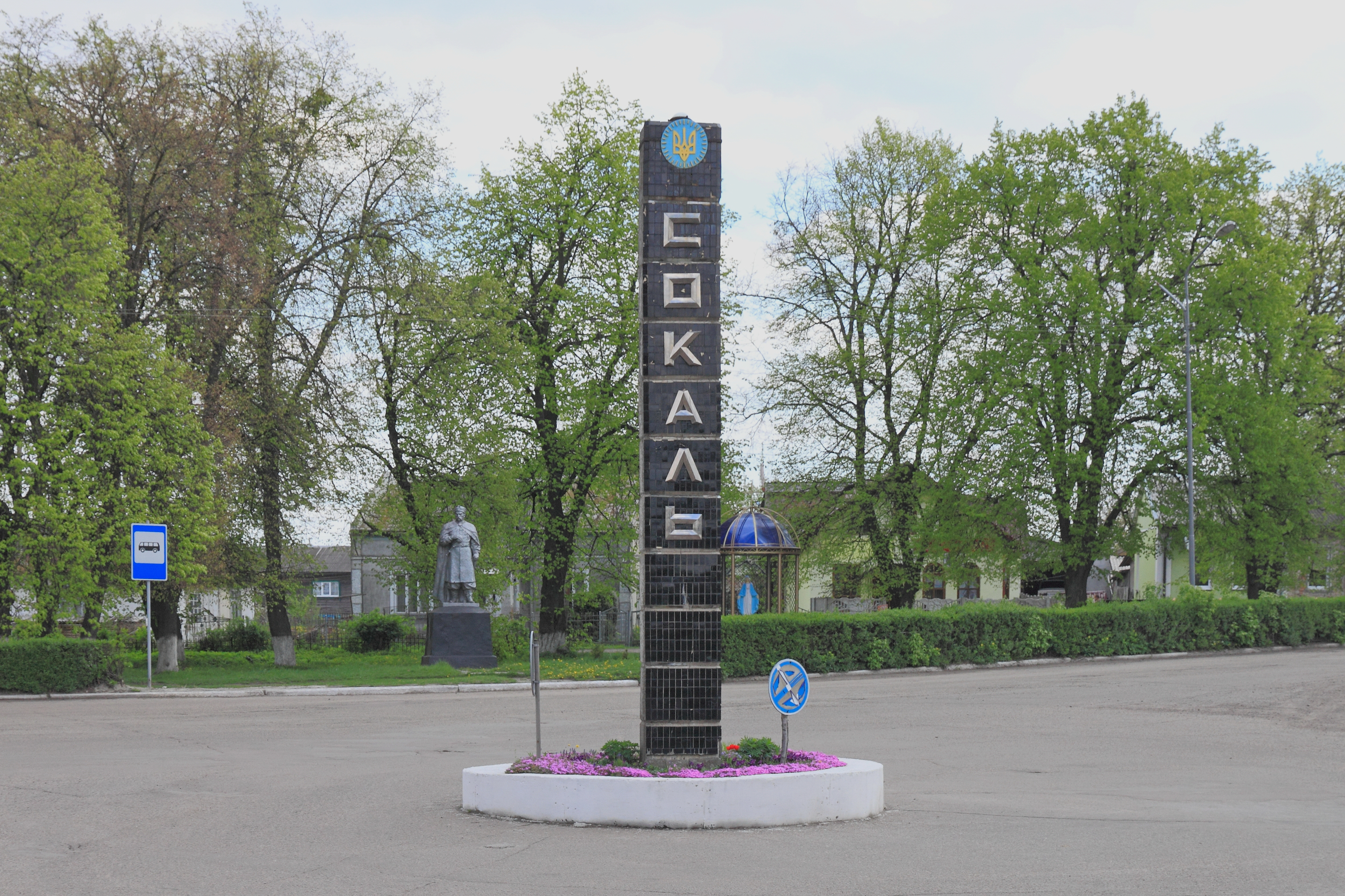
Обеліск з назвою міста
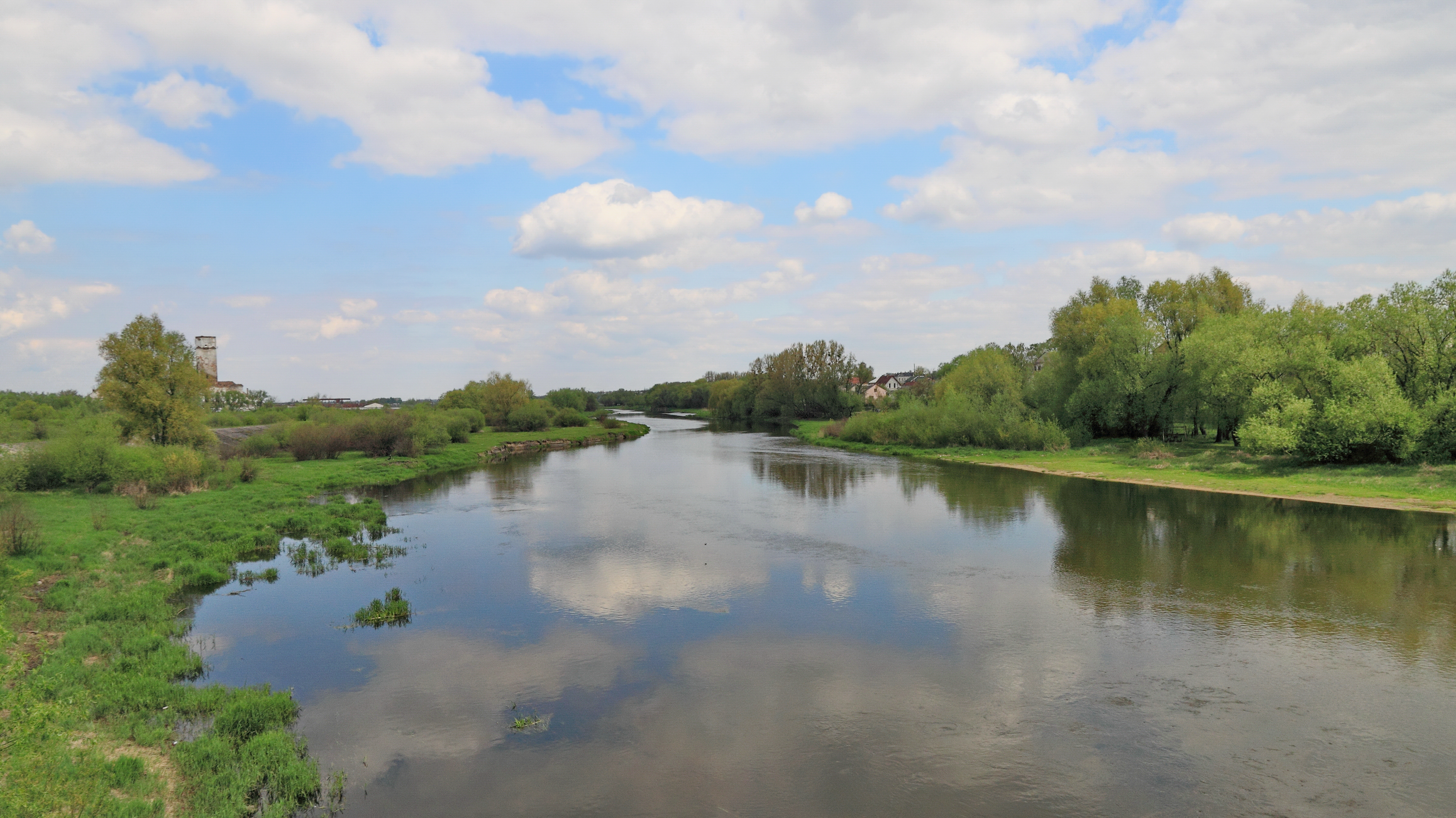
річка Західний Буг (вид з мосту)
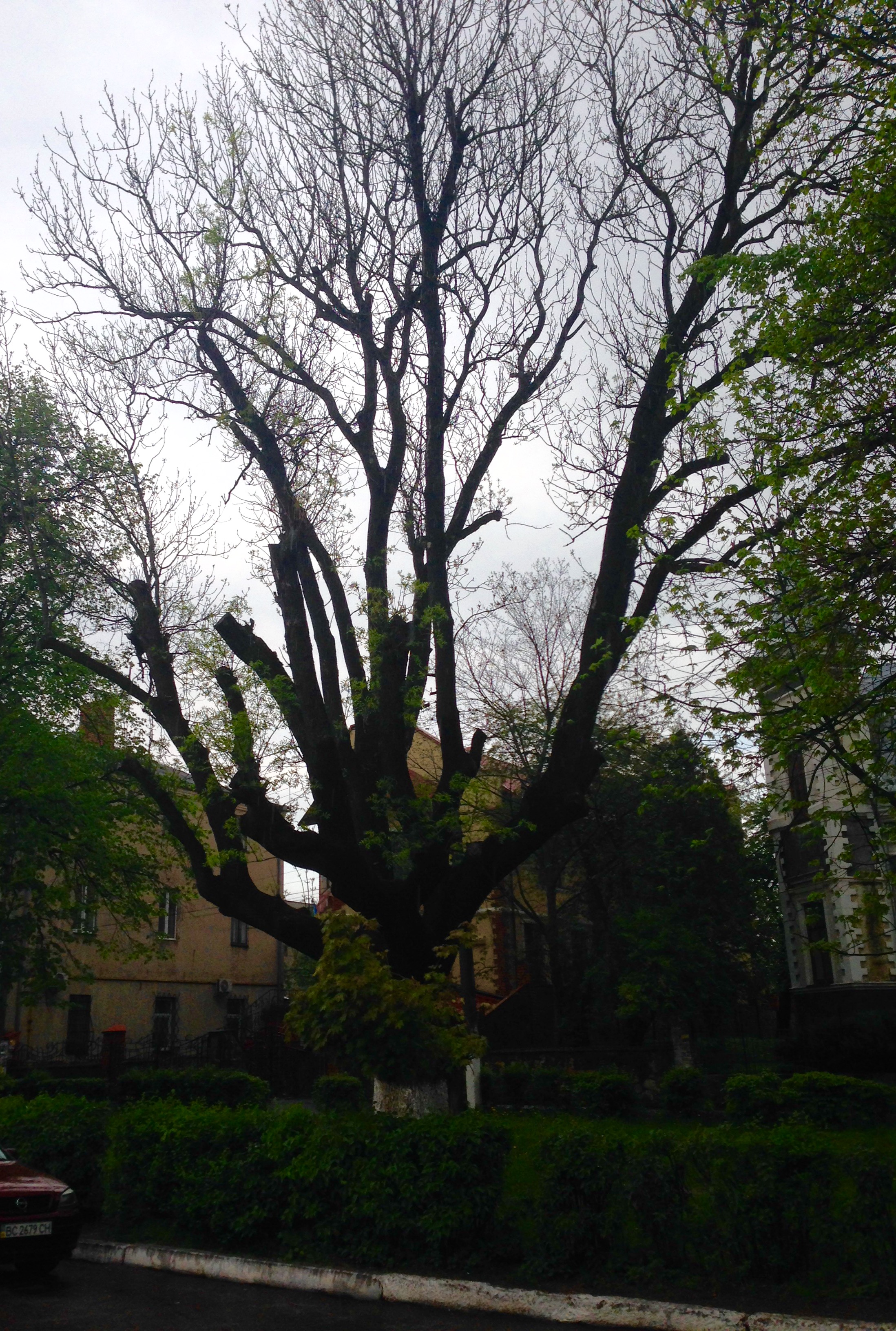
Віковий ясен (пам'ятка природи)